# Bruselas
Bruselas (en francés: Bruxelles, [bʁysɛl]ⓘ; en neerlandés: Brussel, pronunciado /ˈbrɵsəl/ⓘ; y en alemán: Brüssel, pronunciado /ˈbʁʏsl̩/ (escucharⓘ)) es la capital de Bélgica, de la Comunidad Francesa de Bélgica y de la Comunidad Flamenca. También es la capital de facto de la Unión Europea.
Bruselas es un municipio situado en la región administrativa Bruselas-Capital, una de las tres que conforman Bélgica junto a la Región Flamenca y la Región Valona.
Como capital del Estado, Bruselas es la sede del gobierno y el Parlamento. Alberga también, el Castillo de Laeken, residencia del rey Felipe de Bélgica y la familia real belga.

## Etimología
Durante la Alta Edad Media, el territorio en donde está emplazada la ciudad de Bruselas era un área pantanosa con abundantes arroyos que formaban islas. En la más elevada de las islas se erigió una ermita, y en torno a la ermita luego se formó un burgo. En neerlandés medieval broek (pronúnciese [bruk]) significa pantano y sell significa ermita; por tanto, la etimología de la ciudad de Bruselas es: "Ermita del pantano". Otros, sin embargo, sostienen que en un principio la ciudad se hallaba en la Montaña de San Miguel y estaba habitada por los celtas antes de que fuera ocupada por los francos. De hecho, tiene una etimología muy próxima a la de la ciudad de la Galia Cisalpina «Brixellum», actual Brescello, que deriva de «briga» (altura) y «cella» (templo), es decir, "templo en las alturas".

## Historia

### Fundación
La historiografía tradicional fecha la fundación de Bruselas en 979 pero ningún escrito o fuente arqueológica ha permitido corroborar esa fecha.
Bruselas, cuya agitada historia forma parte de la de Europa Occidental, celebró su milenio oficial en 1979. Sin embargo, existen restos y topónimos relacionados con la civilización de los megalitos, dólmenes y piedras erguidas (Plattesteen, Place du Tomberg). En los municipios bruselenses adyacentes al centro de la ciudad (Anderlecht, Jette y Saint-Josse-ten-Noode) se han descubierto restos de villas romanas, así como una calzada romana. Otros vestigios romanos fueron descubiertos cerca del centro de la ciudad en el verano de 2015, en el sitio conocido como Tour et Taxis, a lo largo de un antiguo cauce del río Senne, en forma de muelles que revelan una actividad portuaria (cerámica, tejas).
La primera mención de la ciudad aparece en el siglo VII: una crónica revela que en 695, Vindicien d'Arras, obispo de Cambrai, murió de fiebre en Brosella. Por deducción, debió de existir allí un asentamiento humano suficientemente desarrollado y seguro para acoger a un dignatario eclesiástico. Esta teoría no es contradictoria con la de la existencia de un puesto comercial, como un puente sobre el Sena, y también con la existencia de la isla de Saint-Géry, donde pudo haber un lugar protegido, como un recinto fortificado. En 979, Carlos de la Baja Lotaringia estableció la sede de su ducado en esta isla del Senne. Esto sirvió de referencia para la fecha de nacimiento de Bruselas, aunque la construcción del castrum y la presencia de Carlos de Francia en Bruselas son cuestionadas por numerosos historiadores académicos.

### Edad Media
Bruselas creció en tres emplazamientos: a principios de la Edad Media, el puerto del Senne -sucesor de un asentamiento romano de tipo portuario en el emplazamiento de lo que sería Tour et Taxis- y las dos colinas vecinas. Por un lado, en torno a una iglesia dedicada a Saint-Géry, en una isla del Senne, creció un barrio comercial y artesanal; por otro, la colina conocida como Mont froid albergaba la fortaleza de los condes de Lovaina, futuros duques de Brabante.
En el siglo XII se construyeron molinos a lo largo del curso del Senne. Se desecaron antiguos pantanos, bajo la futura Grand-Place, que se reservó entonces para el mercado. A principios del siglo XIII, la ciudad construyó una muralla de unos 4 kilómetros de largo. Unía la isla de Saint-Géry, el puerto, la plaza del mercado, el capítulo de Sainte-Gudule y el castillo de Coudenberg, en el monte Froid. En 1229, el duque de Brabante concedió la primera carta que garantizaba cierta autonomía a esta ciudad de entre 5.000 y 10.000 habitantes. En la segunda mitad del siglo XIV, la riqueza de la industria pañera hizo necesaria la construcción de una nueva muralla, de unos 8 kilómetros de longitud.
En el siglo siguiente, los duques de Borgoña heredaron u obtuvieron por cesión el poder sobre varias regiones, además de sus posesiones francesas. Así, reinaron sobre la totalidad de los Países Bajos septentrionales y meridionales, incluidos Flandes y Brabante. Bruselas se convirtió en la capital, donde la autoridad ducal se ejercía desde el palacio de Coudenberg. La ciudad se embelleció y completó con la construcción del Ayuntamiento (1401-1455). Felipe el Bueno, heredero tanto de Brabante como de las demás regiones, autorizó el ensanchamiento del río Senne para facilitar el comercio con Amberes. Sin embargo, en 1488 Bruselas sufre una cruel guerra civil y, en el verano de 1489, una epidemia de peste.

### Época Moderna
Margarita de Borgoña, que tomó su nombre por ser tía de Carlos V, heredero de los duques, era conocida como Margarita de Austria, princesa de Borgoña, nacida en Bruselas. En 1507, fue nombrada gobernadora de los Países Bajos y se trasladó a Malinas, donde crio a su sobrino, el futuro emperador Carlos V. Durante su reinado, la población de Bruselas creció hasta alcanzar los 45.000 habitantes. El consiguiente desarrollo comercial condujo a la excavación de un canal hasta Willebroeck, que proporcionó un enlace con el puerto de Amberes a partir de 1561.
En los albores de las guerras de religión, Bruselas se vio sacudida por el conflicto entre la nobleza de los Países Bajos (Holanda y Bélgica) y los Estados Generales, por un lado, y el rey Felipe II de España, hijo de Carlos V, por otro. Felipe II fue criticado por no respetar las libertades de los distintos Estados que le habían concedido a lo largo de los siglos los duques de Brabante y sus sucesores de Borgoña. A ello se sumó el conflicto derivado de la expansión del protestantismo, al que Felipe II se oponía. 
La ejecución en Bruselas de los líderes de la oposición, los condes de Egmont y Hornes, así como de otros muchos opositores, desencadenó una sublevación que se extendió por los Países Bajos y hasta el norte de Holanda. Fue la guerra de los Ochenta Años, durante la cual Bruselas llegó a ser una ciudad dominada por los protestantes y sufrió un asedio de un año de duración. La victoria española sobre la ciudad insurgente dio paso a la Contrarreforma católica, en la que proliferaron los edificios religiosos de estilo barroco. En el siglo XVII, la ciudad fue la capital de la industria del encaje.
En 1695, durante la guerra de los Nueve Años, el ejército de Luis XIV sitió Bruselas y bombardeó la parte central de la ciudad. El ayuntamiento gótico escapó a la destrucción, pero el centro de la ciudad tuvo que ser completamente reconstruido. En el Tratado de Utrecht de 1713, el rey de España, de la rama española de los Habsburgo y descendiente de Carlos V, transfirió Bélgica a la rama austriaca de los Habsburgo en virtud de las normas feudales aún vigentes en aquella época. En todas las provincias, sin embargo, el emperador austriaco debía prestar juramento de respetar las libertades locales surgidas de las luchas populares y cuya defensa había dado lugar a la larga guerra contra el dominio español. Sin embargo, el emperador austriaco José II intentó reformas que disgustaron cada vez más a la población, y finalmente estalló un levantamiento en Bruselas. Se extendió y las tropas austriacas fueron derrotadas en varios lugares, entre ellos Turnhout. Fue la revolución brabanzona de 1789-1790.
Mientras tanto, la ciudad volvió a ser asediada por Luis XV entre enero y febrero de 1746, durante la guerra de sucesión austriaca.
Hasta 1790, la ciudad siguió siendo la sede del Consejo de Estado, o gobierno de Bélgica (provincias de los Países Bajos del Sur), y de los Estados Generales, que actuaban como Parlamento. Estos dos poderes habían entrado repetidamente en conflicto con los poderes ducales y reales emanados de los sistemas feudales que dividían Europa y gobernaban los antiguos Países Bajos. El 7 de enero de 1790, los Estados Generales se reúnen en Bruselas y proclaman la independencia de los Estados belgas unidos tras la derrota del ejército austriaco en la batalla de Turnhout. Pero una ofensiva austriaca pone fin a la nueva independencia. 
El banquero Édouard de Walckiers, que había financiado al ejército revolucionario, fundó la «Ligue du bien public», inspirada en los clubes parisinos, primer paso hacia la sublevación de 1830. Poco después, la Revolución Francesa expulsó a los austriacos y se anexionó Bélgica en 1794, tras un primer intento fallido en 1792. Bruselas salió muy mermada. Privada en 1795 de su zona política y económica del distrito de Brabante, se convierte en una mera capital del departamento francés del Dyle. Tras la caída de Napoleón en la batalla de Waterloo el 18 de junio de 1815, el Primer Imperio se desmembró y el Congreso de Viena creó ese mismo año un nuevo Estado: el Reino Unido de los Países Bajos. Bruselas y La Haya compartieron la capitalidad durante unos quince años, hasta la revolución belga de 1830.

### Edad Contemporánea

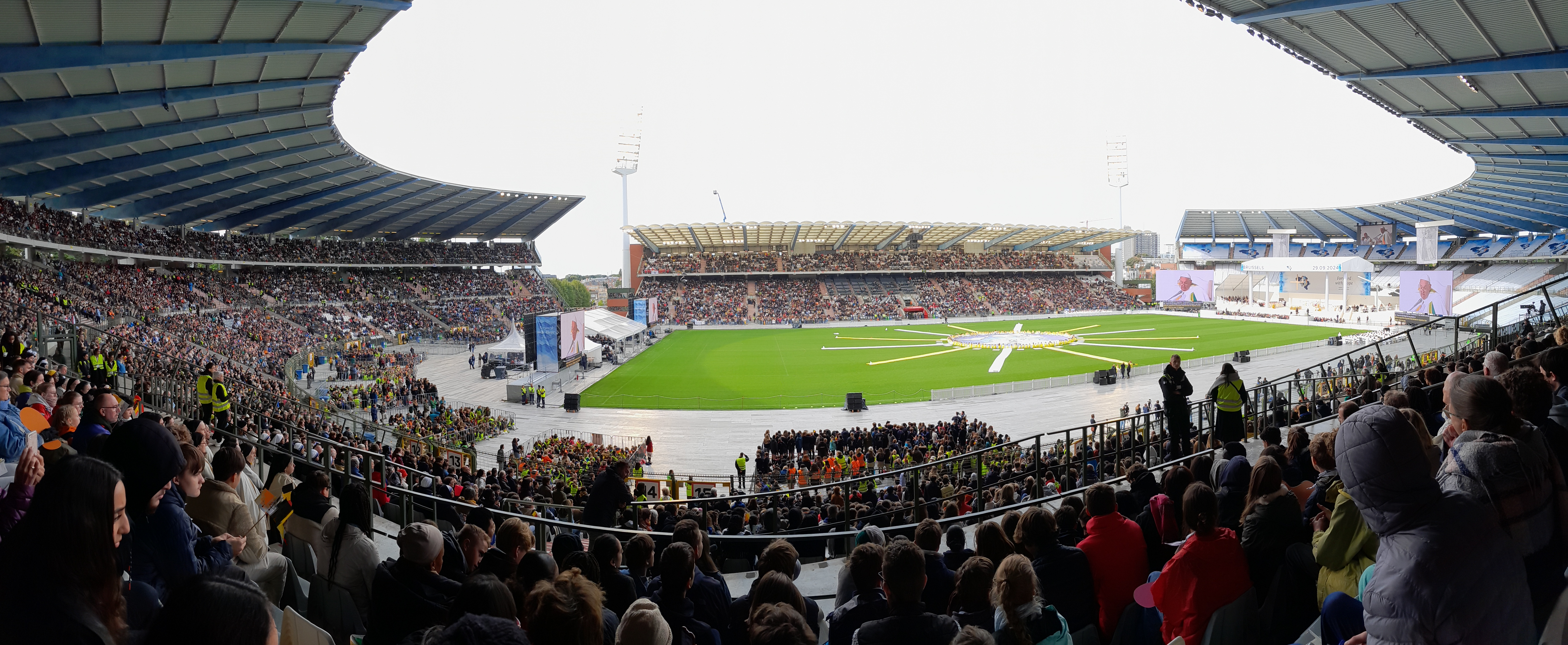
El Papa Francisco celebrando una misa frente a miles de fieles en el Estadio Rey Balduino de la ciudad de Bruselas en 2024

- 1815: Bruselas pasa a formar parte del Reino Unido de los Países Bajos, por una resolución del Congreso de Viena.
- 1830: Bruselas es la capital de la Bélgica independiente una vez producida la Revolución belga.
- 1832: finalización de la excavación del canal de Charleroi-Bruselas iniciado en 1827.
- 1834: 20 de noviembre, se funda la Universidad Libre de Bélgica, futura Universidad Libre de Bruselas.
- 1840: creación del Quartier Leopold, el primer gran proyecto urbano, construido fuera de los límites de la histórica ciudad de Bruselas.
- Desde 1850 a 1900 la población mayor de Bruselas se multiplica por tres desde 260.000 a 760.000 habitantes.
- 1880: fiestas del cincuentenario de la independencia. Se funda el Parque del Cincuentenario.
- 1897: primera Exposición Internacional en Bruselas.
- 1905: septuagésimo quinto aniversario de la independencia. Con este motivo se inauguran las Arcades du Cinquantenaire.
- 1910: Exposición Universal de Bruselas.
- 1914: 19 de agosto, toma de Bruselas por parte del ejército alemán, que se retiró el 17 de noviembre de 1918.
- 1921: los municipios de Laeken, Neder-Over-Heembeek y Haren se combinan en la Ciudad de Bruselas.
- 1935: Exposición Internacional de 1935, en el Palais des Expositions de Heysel.
- 1940-1944: ocupación de Bruselas por las tropas de la Alemania nazi en el marco de la Segunda Guerra Mundial.
- 1944: liberación de Bruselas por las tropas británicas el 2 de septiembre.
- 1958:
  - Expo'58 en Heysel, para la que se construye el Atomium.
  - Bruselas se convierte en una de las sedes de la Comunidad Europea.
- 1967:
  - El incendio en los grandes almacenes Innovation el 22 de mayo, deja 323 muertos, siendo la mayor tragedia en tiempos de paz que Bélgica ha sufrido desde su independencia.
  - La OTAN se traslada a Bruselas.
- 1971: creación de la aglomeración de Bruselas responsable de la gestión de las materias comunes de los diecinueve municipios de Bruselas.
- 1979: milenio de la ciudad de Bruselas (la fecha de 979 para su fundación, sin embargo, sigue siendo controvertida).
- 1985: "tragedia de Heysel". Mueren 39 aficionados en el estadio de fútbol del mismo nombre durante la celebración de la final de la Copa de Europa entre la Juventus, de Italia, y el Liverpool, de Inglaterra. El partido no se llegó a suspender.
- 1989: Bruselas se convierte de pleno derecho una de las tres entidades federales de Bélgica, las primeras elecciones regionales y la creación de la Región de Bruselas-Capital, con su gobierno y su parlamento
- 2000: Bruselas es Capital Europea de la Cultura.
- 2016: atentados de Bruselas de marzo de 2016

## Demografía

### Evolución
Todos los datos históricos relativos al actual municipio, el siguiente gráfico refleja su evolución demográfica.
| Gráfica de evolución demográfica de Bruselas entre 1846 y 2020 |
|                                                                |

### Educación

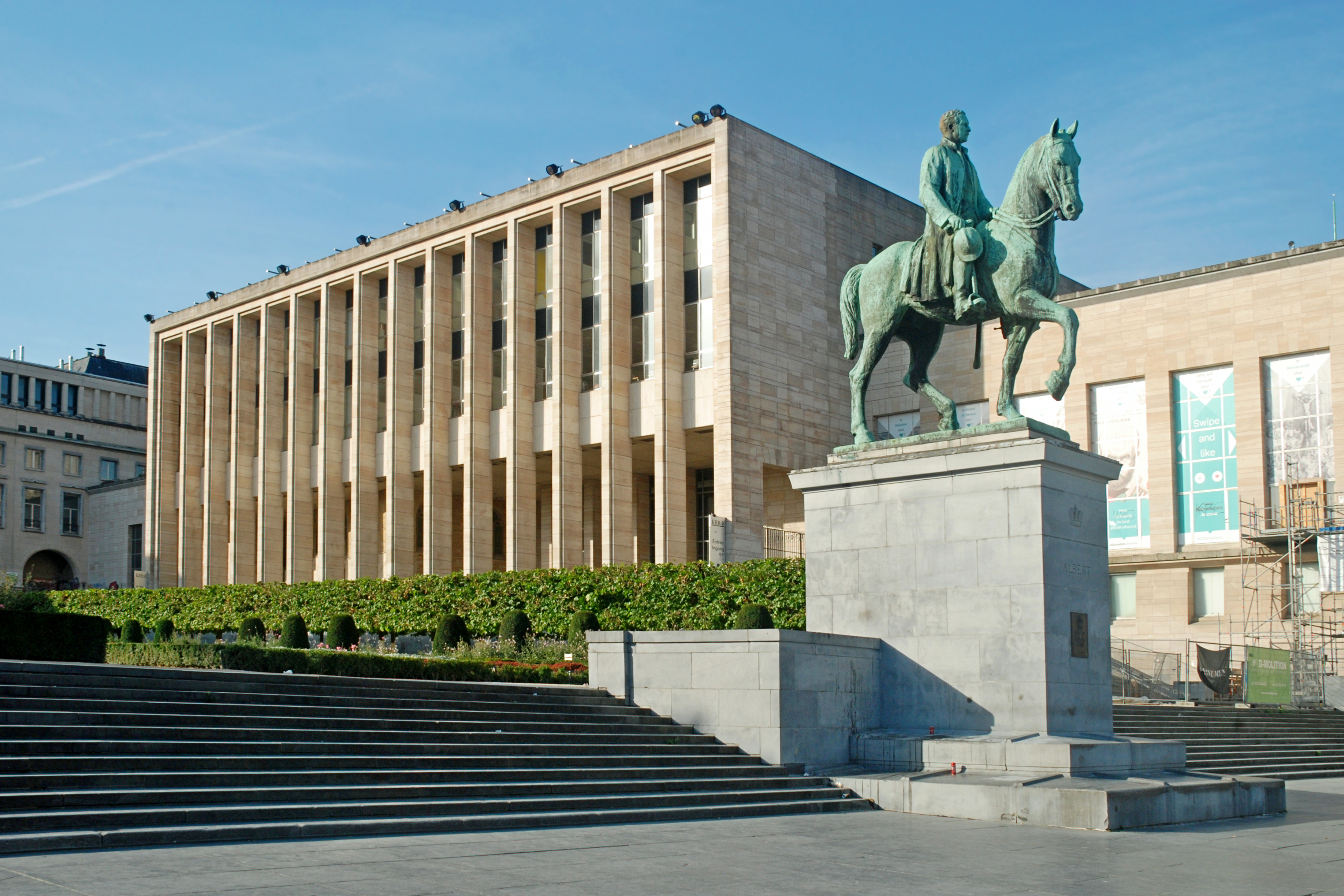
Biblioteca Real de Bélgica

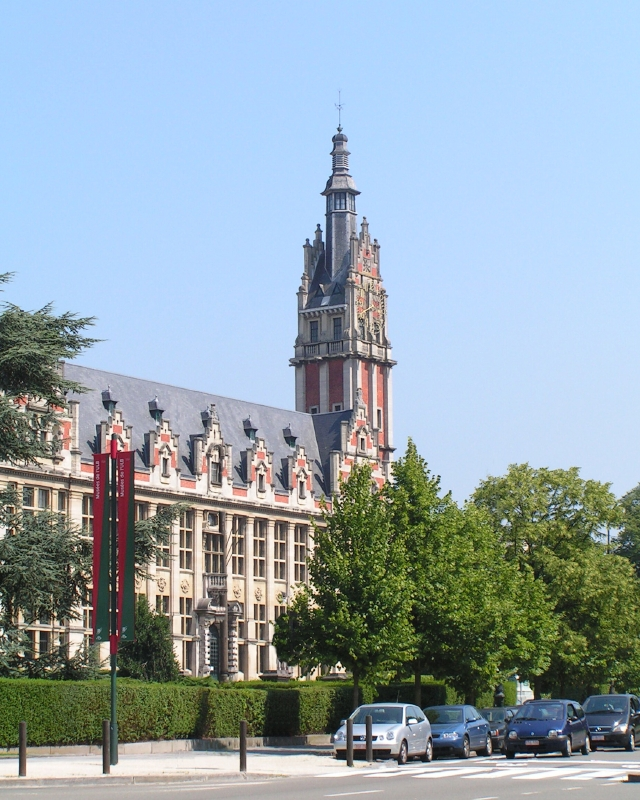
Universidad Libre de Bruselas

Bruselas cuenta con un gran número de centros de enseñanza, tanto francófonos como neerlandófonos e internacionales. La ciudad de Bruselas cuenta con su propia autoridad organizadora, la Instruction publique de la ville de Bruxelles, que organiza todo tipo de enseñanza infantil, primaria, secundaria y superior, tanto en neerlandés como en francés. La institución más antigua de la ciudad de Bruselas es la Athénée Robert Catteau, en el barrio de Marolles, fundada en 1851 como École Moyenne A dentro de la Universidad Libre de Bruselas y continuadora de la École du Gouvernement à Bruxelles fundada en 1818. La primera escuela secundaria de Bruselas fue el Regium Gymnasium Societatis Jesu Bruxellis, fundado en 1604 en Les Marolles y suprimido en 1773 cuando se abolió la Compañía de Jesús. Los jesuitas no regresaron a Bruselas hasta 1835, cuando fundaron el Collège Saint-Michel, que fue trasladado a Etterbeek en 1905 y sustituido por el Collège Saint-Jean-Berchmans, de habla neerlandesa.
Las dos universidades francófonas de la región de Bruselas tienen su sede en Bruselas. La Université Saint-Louis - Bruxelles está situada en el pentágono de la ciudad de Bruselas, y tiene una segunda sede en el «Quartier européen». La Université libre de Bruxelles (ULB) también tiene su sede en Bruselas, con la mayor parte de su campus principal en Solbosch, situado en la ciudad de Bruselas (extensión sur), en terrenos donados por la ciudad a la universidad tras la Exposición Universal de 1910.
Bruselas funciona dentro del marco educativo belga, que se caracteriza por la división entre las comunidades flamenca y francófona. La educación es competencia de los gobiernos regionales, lo que da lugar a diferencias en el sistema escolar en función de la lengua. El sistema educativo suele incluir tres etapas: educación primaria (de 6 a 12 años), educación secundaria (de 12 a 18 años) y educación superior.
En Bruselas, tanto la comunidad flamenca como la francófona ofrecen escuelas públicas, privadas y subvencionadas. Las escuelas públicas, llamadas «écoles de la commune» para los francófonos y «gemeentescholen» para los flamencos, ofrecen enseñanza gratuita, mientras que las privadas pueden cobrar matrícula. Los padres también pueden elegir entre escuelas internacionales que imparten enseñanza en varios idiomas, como inglés, alemán y español, y que atienden a la comunidad de expatriados de la ciudad.
El plan de estudios está diseñado para fomentar no sólo los conocimientos académicos, sino también los valores sociales y cívicos. Además de las asignaturas estándar, las escuelas suelen ofrecer actividades extraescolares, clases de idiomas y programas culturales para fomentar una educación integral. Muchas escuelas hacen hincapié en el multilingüismo, lo que refleja la condición de Bruselas como ciudad multicultural.
Un aspecto significativo de la educación superior en Bruselas es su fuerte conexión con las instituciones europeas. Muchos programas están diseñados para preparar a los estudiantes para carreras en relaciones internacionales, derecho y formulación de políticas, reflejando el papel de la ciudad como capital de facto de la Unión Europea. Esto ha dado lugar a un aumento de los programas impartidos en inglés, lo que hace que la enseñanza superior sea accesible a un público más amplio.
La lengua desempeña un papel fundamental en el panorama educativo de Bruselas. La ciudad es oficialmente bilingüe, con el francés y el neerlandés como lenguas principales. Por consiguiente, en las escuelas se hace hincapié en el dominio de los idiomas, y los estudiantes suelen aprender varias lenguas, entre ellas el inglés y el alemán. Como resultado, Bruselas se enorgullece de fomentar una población multilingüe preparada para prosperar en un mundo globalizado.
La presencia de escuelas internacionales también refleja la diversidad lingüística de la ciudad. Estos colegios ofrecen planes de estudios basados en diversos sistemas educativos, incluido el Bachillerato Internacional (BI), reconocido en todo el mundo. Esto permite tanto a las familias expatriadas como a los estudiantes locales beneficiarse de una educación globalmente relevante.
A pesar de sus puntos fuertes, el sistema educativo de Bruselas se enfrenta a varios retos. Uno de ellos es la disparidad socioeconómica entre los estudiantes. Mientras que algunas escuelas son capaces de proporcionar una educación de alta calidad y recursos, otras, especialmente en barrios desfavorecidos, luchan con la financiación, la infraestructura y los servicios de apoyo.
Otro reto es la integración de los alumnos inmigrantes en el sistema educativo. Bruselas es el hogar de una población diversa con muchos hablantes no nativos de francés o neerlandés, por lo que las escuelas deben hacer frente a las complejidades de la adquisición del idioma y la integración cultural. Las barreras lingüísticas pueden dificultar el rendimiento académico, por lo que es esencial que las escuelas ofrezcan recursos y asistencia adicionales para apoyar a estos estudiantes.

## Geografía

### Clima

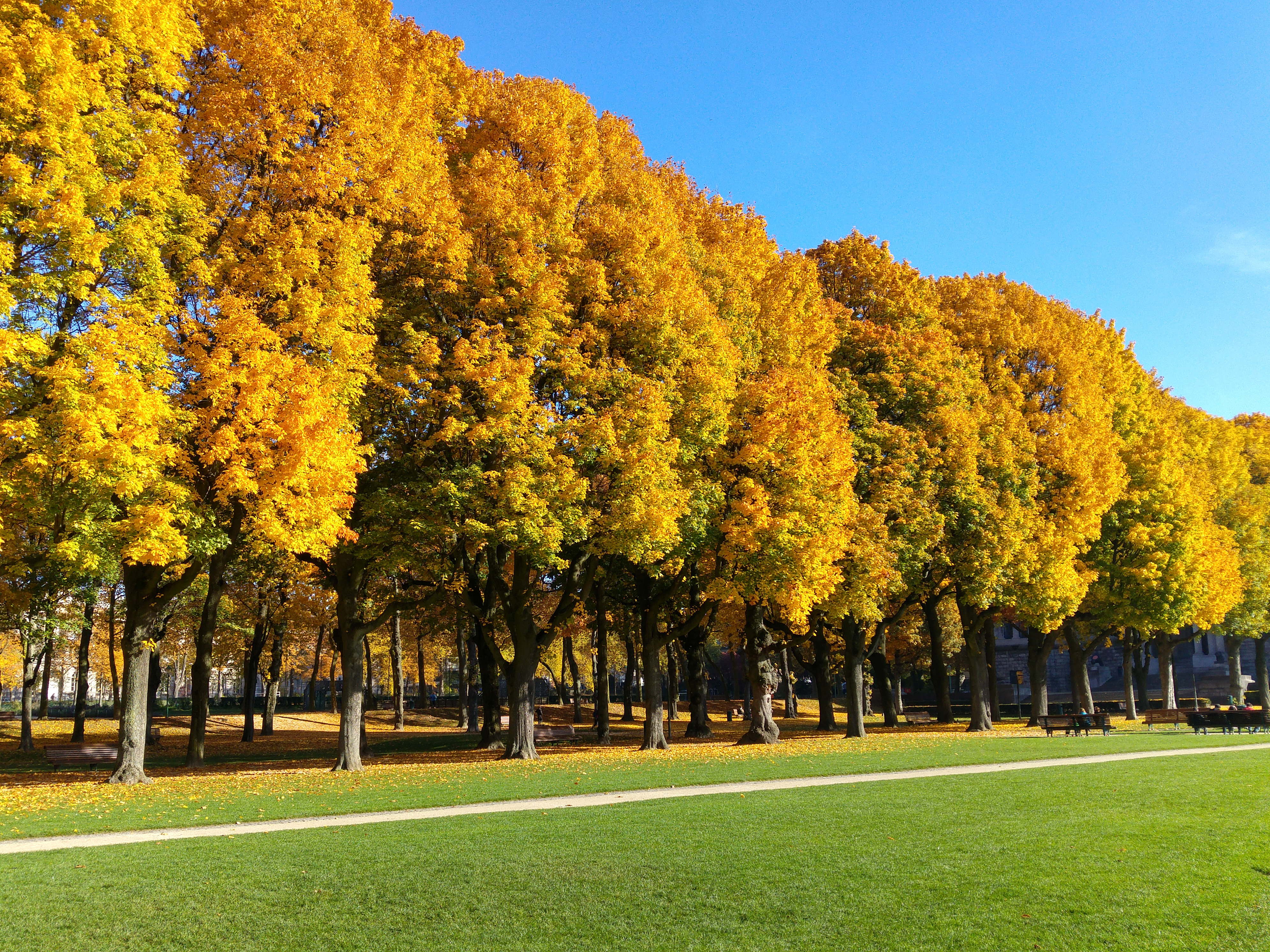
El parque del Cincuentenario en otoño

Desde el punto de vista meteorológico, se diría que Bruselas es de clima marítimo templado. En pocas palabras, esto se traduce en inviernos relativamente suaves con algunos periodos de frío intenso, veranos templados y agradables e importantes precipitaciones repartidas a lo largo del año. Las temperaturas van de los 3 °C de media en invierno hasta máximas de 23 °C en verano. 
En julio y agosto, gracias a la ubicación de Bruselas, más en el interior, la sensación es un poco más cálida que en el resto del país. Aun así, las nubes pueden aparecer en cualquier momento, En otoño acostumbran a predominar las precipitaciones y los días grises, aunque raramente hace frío. 
De diciembre a febrero, los días son más cortos, con heladas matinales y temperaturas que pueden bajar de -5 °C al caer la noche (-14 °C el 6-1-09). Curiosamente, junio y noviembre acostumbran a ser los meses que más precipitaciones registran, con una media de 70 a 80 mm. En general se tiende a decir que la mejor época para viajar a Bruselas es a finales de la primavera y a principios de otoño, con temperaturas templadas.
| Parámetros climáticos promedio de Bruselas, Bélgica | Parámetros climáticos promedio de Bruselas, Bélgica | Parámetros climáticos promedio de Bruselas, Bélgica | Parámetros climáticos promedio de Bruselas, Bélgica | Parámetros climáticos promedio de Bruselas, Bélgica | Parámetros climáticos promedio de Bruselas, Bélgica | Parámetros climáticos promedio de Bruselas, Bélgica | Parámetros climáticos promedio de Bruselas, Bélgica | Parámetros climáticos promedio de Bruselas, Bélgica | Parámetros climáticos promedio de Bruselas, Bélgica | Parámetros climáticos promedio de Bruselas, Bélgica | Parámetros climáticos promedio de Bruselas, Bélgica | Parámetros climáticos promedio de Bruselas, Bélgica | Parámetros climáticos promedio de Bruselas, Bélgica |
| Mes                                                 | Ene.                                                | Feb.                                                | Mar.                                                | Abr.                                                | May.                                                | Jun.                                                | Jul.                                                | Ago.                                                | Sep.                                                | Oct.                                                | Nov.                                                | Dic.                                                | Anual                                               |
| --------------------------------------------------- | --------------------------------------------------- | --------------------------------------------------- | --------------------------------------------------- | --------------------------------------------------- | --------------------------------------------------- | --------------------------------------------------- | --------------------------------------------------- | --------------------------------------------------- | --------------------------------------------------- | --------------------------------------------------- | --------------------------------------------------- | --------------------------------------------------- | --------------------------------------------------- |
| Temp. máx. abs. (°C)                                | 15.3                                                | 20.0                                                | 24.2                                                | 28.7                                                | 34.1                                                | 38.8                                                | 39.7                                                | 36.5                                                | 34.9                                                | 27.8                                                | 20.6                                                | 16.7                                                | 39.7                                                |
| Temp. máx. media (°C)                               | 5.7                                                 | 6.6                                                 | 10.4                                                | 14.2                                                | 18.1                                                | 20.6                                                | 23.0                                                | 22.6                                                | 19.0                                                | 14.7                                                | 9.5                                                 | 6.1                                                 | 14.2                                                |
| Temp. media (°C)                                    | 3.3                                                 | 3.7                                                 | 6.8                                                 | 9.8                                                 | 13.6                                                | 16.2                                                | 18.4                                                | 18.0                                                | 14.9                                                | 11.1                                                | 6.8                                                 | 3.9                                                 | 10.5                                                |
| Temp. mín. media (°C)                               | 0.7                                                 | 0.7                                                 | 3.1                                                 | 5.3                                                 | 9.2                                                 | 11.9                                                | 14.0                                                | 13.6                                                | 10.9                                                | 7.8                                                 | 4.1                                                 | 1.6                                                 | 6.9                                                 |
| Temp. mín. abs. (°C)                                | -21.1                                               | -18.3                                               | -13.6                                               | -5.7                                                | -2.2                                                | 0.3                                                 | 4.4                                                 | 3.9                                                 | 0.0                                                 | -6.8                                                | -12.8                                               | -17.7                                               | -21.1                                               |
| Precipitación total (mm)                            | 76.1                                                | 63.1                                                | 70.0                                                | 51.3                                                | 66.5                                                | 71.8                                                | 73.5                                                | 79.3                                                | 68.9                                                | 74.9                                                | 76.4                                                | 81.0                                                | 852.4                                               |
| Días de precipitaciones (≥ 1 mm)                    | 19.2                                                | 16.3                                                | 17.8                                                | 15.9                                                | 16.2                                                | 15.0                                                | 14.3                                                | 14.5                                                | 15.7                                                | 16.6                                                | 18.8                                                | 19.3                                                | 199                                                 |
| Días de nevadas (≥ 1 mm)                            | 5.2                                                 | 5.9                                                 | 3.2                                                 | 2.4                                                 | 0.4                                                 | 0                                                   | 0                                                   | 0                                                   | 0                                                   | 0                                                   | 2.4                                                 | 4.6                                                 | 24.1                                                |
| Horas de sol                                        | 59                                                  | 77                                                  | 114                                                 | 159                                                 | 191                                                 | 188                                                 | 201                                                 | 190                                                 | 143                                                 | 113                                                 | 66                                                  | 45                                                  | 1546                                                |
| Humedad relativa (%)                                | 86.6                                                | 82.5                                                | 78.5                                                | 72.5                                                | 73.2                                                | 74.1                                                | 74.3                                                | 75.5                                                | 80.9                                                | 84.6                                                | 88.2                                                | 88.8                                                | 80                                                  |
| Fuente: KMI/IRM                                     |                                                     |                                                     |                                                     |                                                     |                                                     |                                                     |                                                     |                                                     |                                                     |                                                     |                                                     |                                                     |                                                     |

## Divisiones administrativas
Desde que se convirtió en capital de Bélgica, Bruselas se ha rodeado de una aglomeración urbana que ha sobrepasado con mucho el territorio de la antigua ciudad y se ha extendido por muchos municipios cercanos. A excepción de los desaparecidos municipios de Laeken, Neder-Over-Heembeek y Haren, esta expansión, se ha hecho sin absorber los municipios que la rodean. Por lo que administrativamente, hay que distinguir tres entidades:
- El municipio de Bruselas llamado Ciudad de Bruselas de 181 726 habitantes (1 de enero de 2019). Se trata del centro histórico (a veces llamado el pentágono) rodeado por las zonas que le han sido anexionadas, es decir, los bulevares del "pequeño cinturón": los antiguos municipios fusionados en 1921 al norte; los barrios europeo y Cinquantenaire al este, el eje de las avenidas Louise y Roosevelt y por último el bosque del Cambre.

- La Región de Bruselas-Capital; que junto con Flandes, y la Valonia; es una de las très regiones en que se ha dividido el estado federal belga. En ella habitan más de un millón de personas, repartidas en diecinueve municipios que se extienden sobre una superficie de 161 km². No hay separación física entre estos municipios, una calle puede extenderse a lo largo de varios de ellos y los servicios públicos suelen estar mancomunados. Lo más desconcertante para los foráneos es que puede haber varias calles de igual nombre, cada una en distintos municipios aunque ellos no ven que hayan salido de Bruselas.

- El distrito (arrondissement) de Bruselas-capital. Su superficie y población coincide con la región. Es una consecuencia de la división administrativa belga: región-distrito-municipio. Dado que cada región de Bélgica está subdividida en distritos, la región de Bruselas-capital tiene también un distrito que realiza las funciones administrativas asignadas a ese nivel.

El área metropolitana de Bruselas no se compone únicamente por los diecinueve municipios citados anteriormente ni por su millón de habitantes, como ejemplo, el aeropuerto internacional de Bruselas está en Zaventem, un municipio de la provincia del Brabante Flamenco, ya fuera de la región de Bruselas.

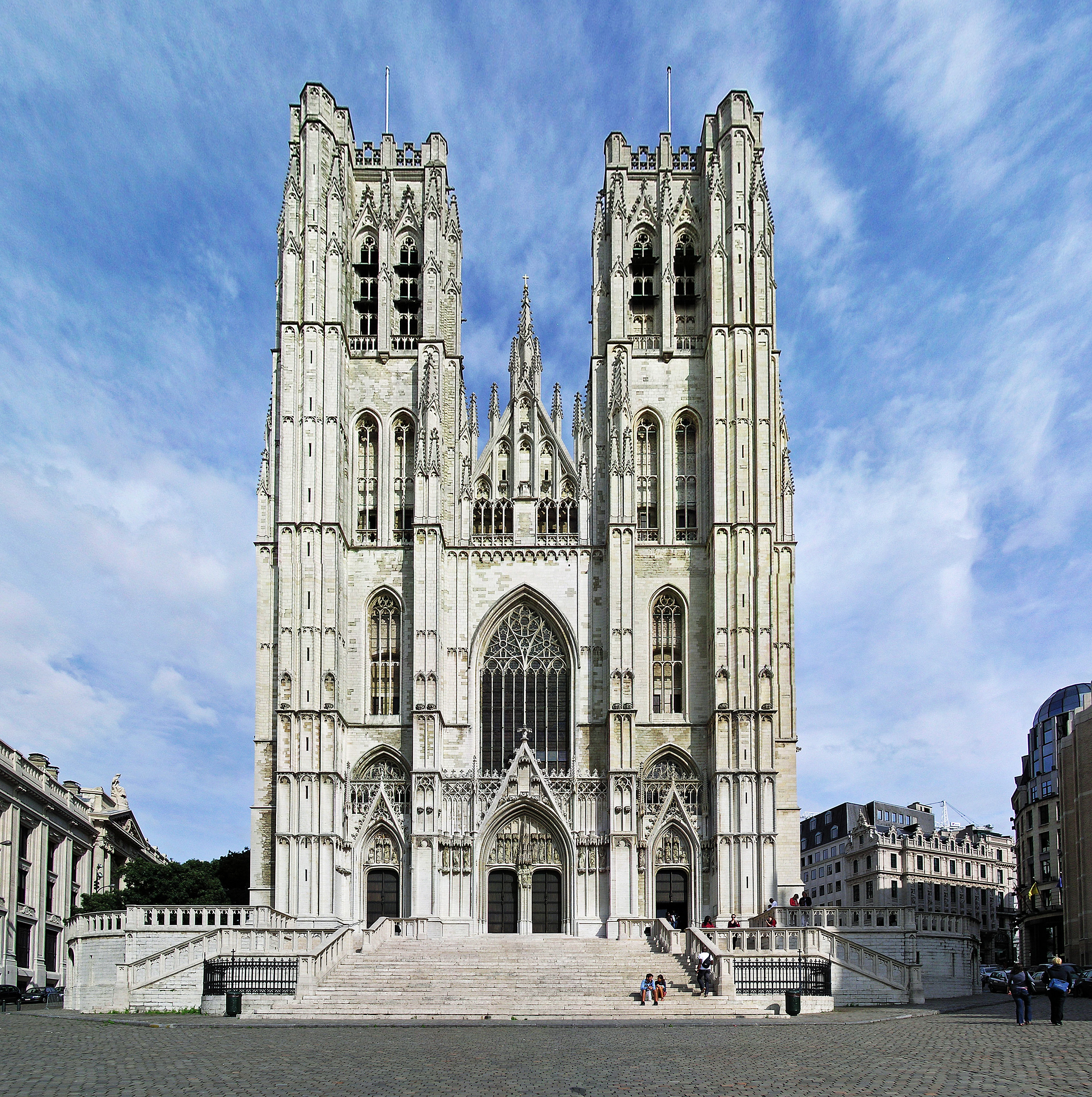
Catedral de San Miguel y Santa Gúdula

Es difícil precisar la extensión total de su área metropolitana, a raíz de las diversas definiciones que sostienen los geógrafos y a la falta de una institución normativa oficial. También lo dificulta el hecho de que las áreas metropolitanas y de influencia de las ciudades de Flandes se superponen unas sobre otras, pudiéndose considerar prácticamente una gran conurbación.

### Barrio central
Los orígenes de Bruselas se remontan al corazón de la isla de Saint-Géry/Sint-Goriks, formada por el río Senne, en la que se construyó una primera torre del homenaje hacia 979. Hoy en día, el barrio de las Halles Saint-Géry/Sint-Gorikshallen, antiguo mercado cubierto, es uno de los más modernos de la capital. En este barrio central (en francés: Quartier du Centre, en neerlandés: Centrumwijk), se conservan algunos vestigios de las primeras murallas de Bruselas del siglo XIII, que abarcaban la zona comprendida entre el primer puerto del Senne, la antigua iglesia románica (sustituida más tarde por la catedral gótica brabantina de San Miguel y Santa Gúdula) y el antiguo palacio ducal de Coudenberg, en el actual barrio real. 

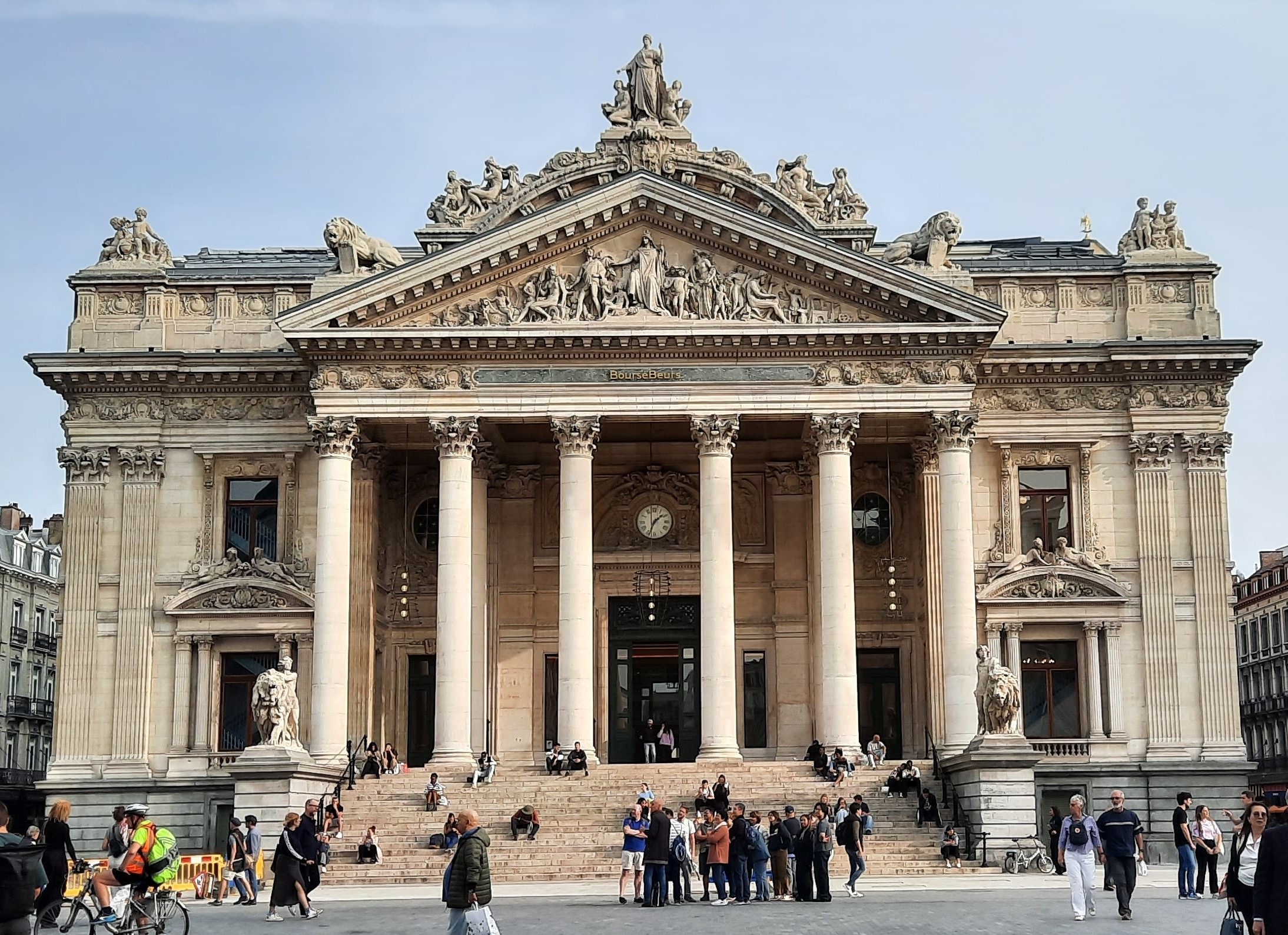
Bolsa de Bruselas

En el centro de este triángulo se encuentran la Grand-Place/Grote Markt (plaza mayor de Bruselas); el barrio Îlot Sacré, que toma su nombre de su resistencia a los proyectos de demolición, atravesado a su vez por las Galerías Reales Saint-Hubert; el barrio Saint-Jacques/Sint-Jacobs, que acogía a los peregrinos en su camino a Santiago de Compostela; así como el antiguo edificio de la Bolsa de Bruselas, erigido en el emplazamiento de un antiguo convento franciscano cuyos restos han sido desenterrados.

### Barrio Real
El Barrio Real o Quartier de la Cour es un distrito histórico de Bruselas ubicado entre el Parque de Bruselas, la Plaza Real, el Mont des Arts y Sablon. Si la fundación de Bruselas se fija comúnmente hacia el año 977 en la isla de Saint-Géry (según la tradición en el lugar de las actuales salas de Saint-Géry), el distrito  constituye también uno de los lugares de fundación. El emplazamiento de Coudenberg, ya ocupado en el siglo XII, está conectado con el centro de la ciudad por el Steenweg (rue Marché aux Herbes, rue de la Madeleine y antigua rue Montagne de la Cour), probablemente la primera calle pavimentada de Bruselas. Sin embargo, fue en el siglo XIII, cuando el duque abandonó la isla de Saint-Géry para establecerse en Coudenberg, cuando se desarrolló el distrito, que luego se incluyó en las primeras fortificaciones de la ciudad. 

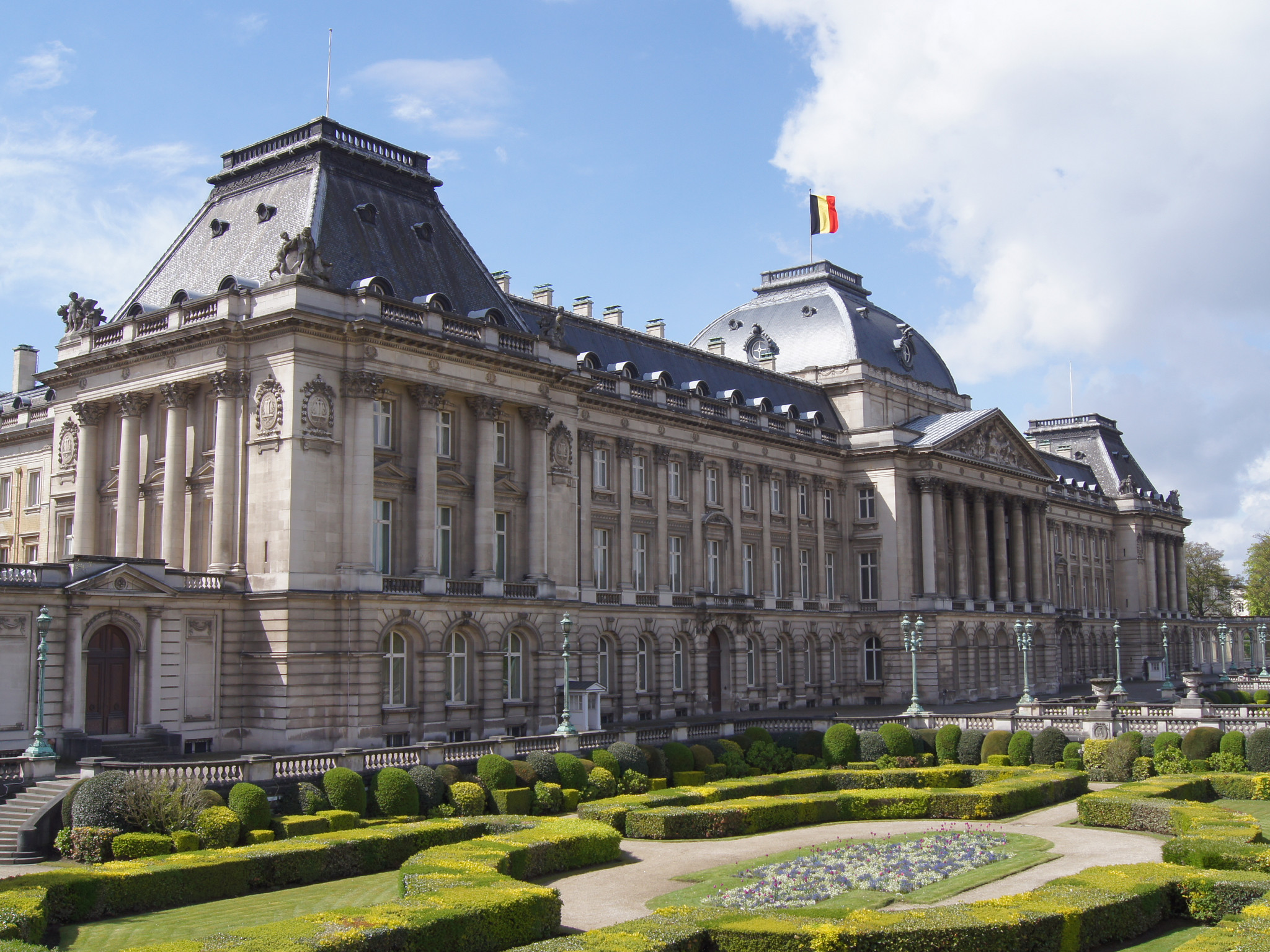
Palacio Real de Bruselas

Desde entonces, la historia arquitectónica y social del lugar ha evolucionado en estrecha relación con la de la residencia principesca. A partir de este momento se realizaron numerosas obras (secado, riego, etc.) para adecuar el lugar a nuevas instalaciones. Los comerciantes se apropiaron de Coudenberg, pero la presencia del duque de Brabante en el lugar también animó a la nobleza feudal a sustituir allí a los judíos, tras su persecución en 1370. En el siglo XV, bajo la influencia de la opulenta corte de los duques de Borgoña, las construcciones y adornos se multiplicaron. La ciudad de Bruselas, que se beneficia de la presencia de esta nueva corte, anima al entorno del duque (funcionarios y gran nobleza) a residir entre sus muros mediante la concesión de subvenciones. 
Se trata de familias cuyos nombres todavía nos resultan familiares, como los Croÿs. Éstos sustituirán a la antigua nobleza de Brabante al pie del palacio ducal. El ejemplo de Clèves-Ravenstein es recurrente. Si en 1450 ya adquirieron un edificio allí, en 1486 Felipe de Cleves recibió otros 4.000 florines del Rin por la compra de la antigua mansión a la familia Meldert. Inmediatamente construyó allí una nueva residencia al estilo de la época. Sin embargo, fue en el siglo XVI cuando Bruselas triunfó como centro administrativo, político y social de los Países Bajos. 

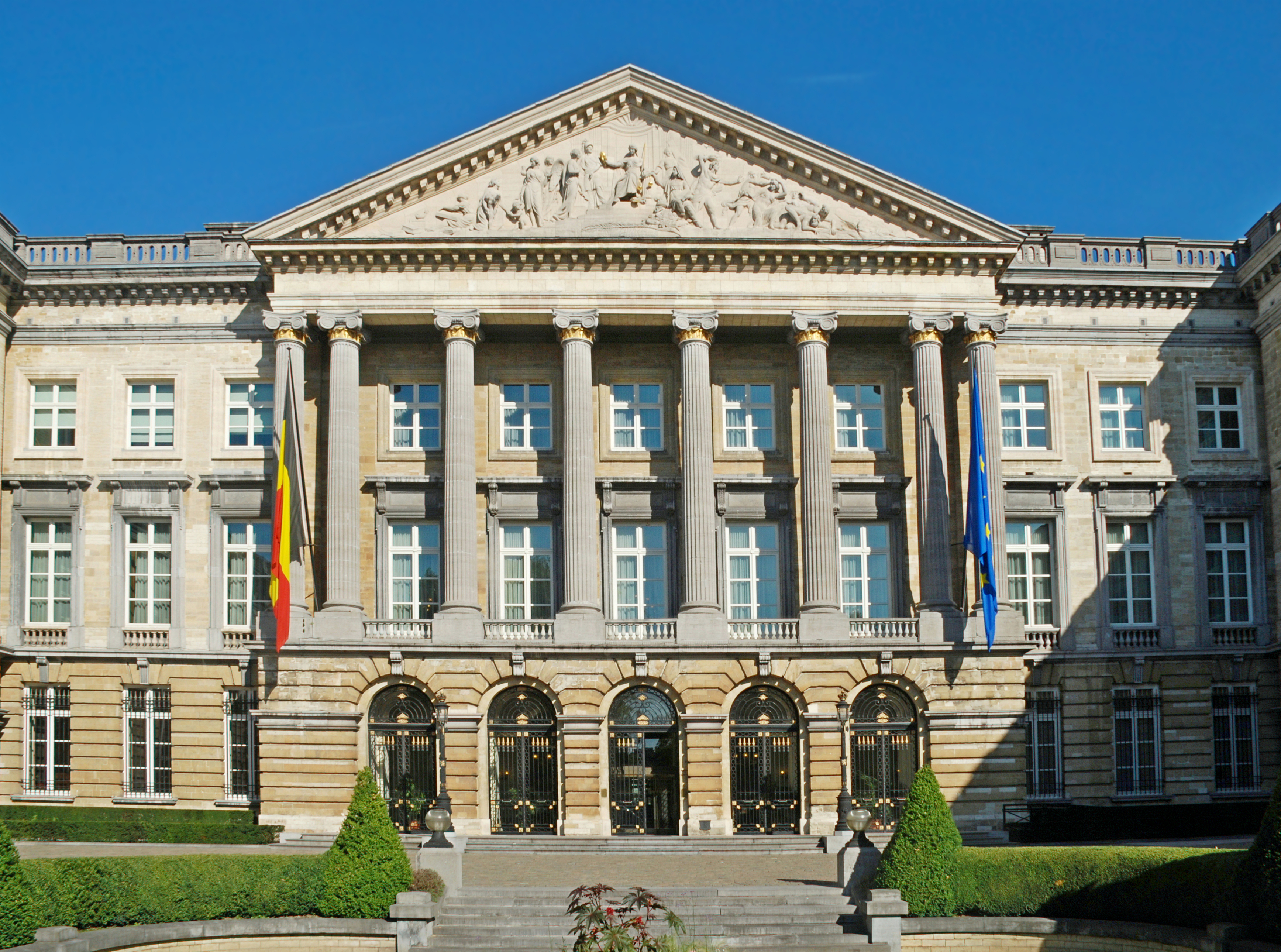
Palacio de la Nación

Esto se hace evidente en el barrio cada vez más denso: entre el palacio y el hotel Ravenstein, Antoine de Lalaing crea el llamado patio Hoogstraeten; El obispo Antoine de Granvelle hizo construir un magnífico palacio de estilo romano (renacentista) en el lugar de la actual Galería Ravenstein; y fue especialmente en esta época cuando el pueblo de Orange-Nassau hizo construir su magnífica residencia, la única que podía rivalizar en tamaño con la corte ducal. 

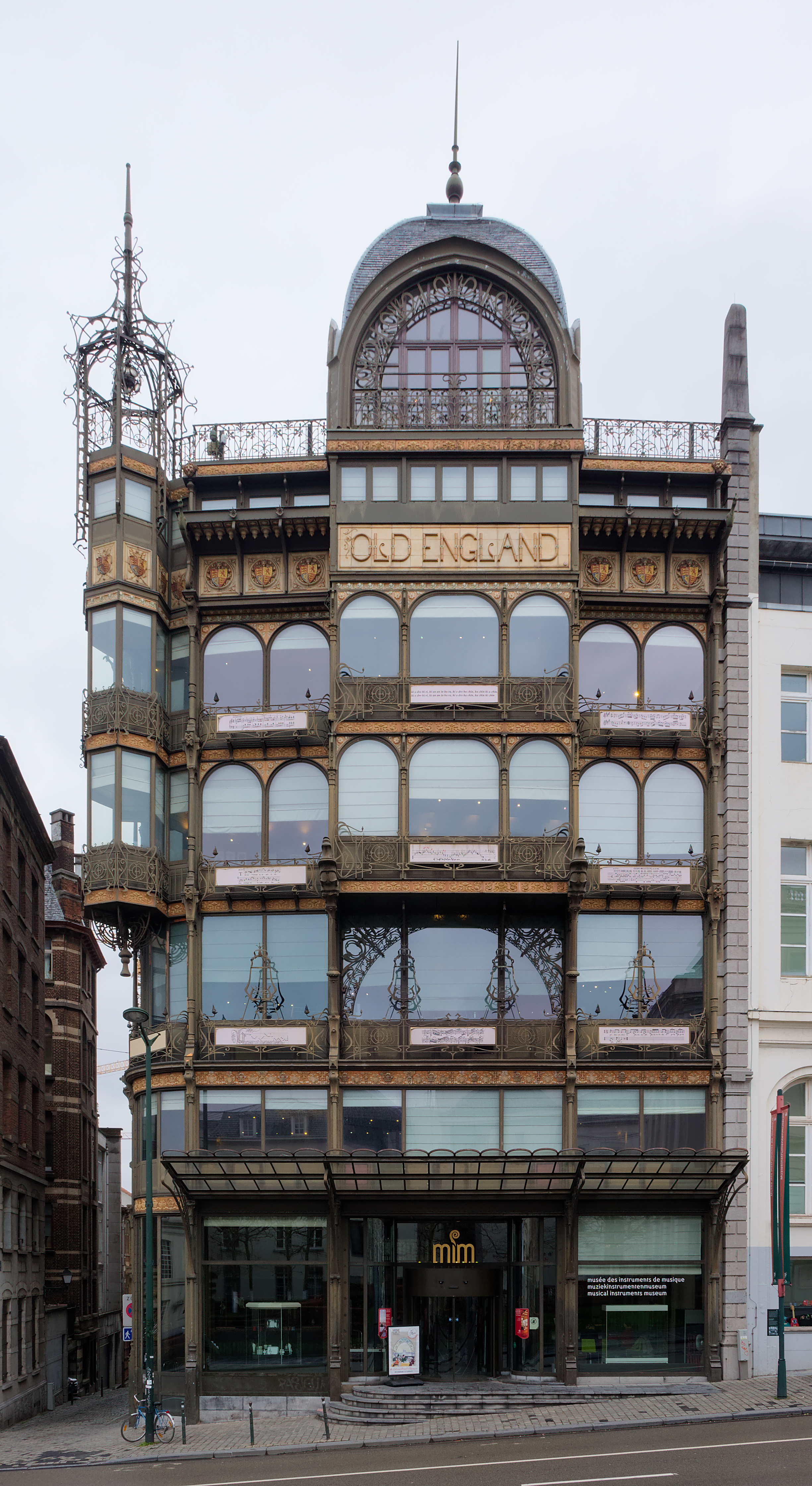
Museo de los Instrumentos Musicales

Con la guerra religiosa y, sobre todo, con la breve administración de los calvinistas de 1579 a 1585, la situación cambió repentinamente: el distrito de la corte fue intensamente saqueado y los hoteles abandonados. Este período marcará el comienzo de su declive. Sin embargo, la tregua de doce años (1609-1621) le trajo un nuevo pero breve período de esplendor. Las nuevas decoraciones realizadas en el palacio por los archiduques Alberto e Isabel, así como la apertura de la calle Isabelle, estimularon una vez más la renovación y la construcción, en particular en el lugar donde se encuentra el actual Palacio de Bellas Artes de Bruselas (como el Hôtel des Montfort o el construido por el pintor David Teniers el Joven sobre las antiguas caballerizas de Ravenstein). El pie del Coudenberg, sin embargo, había perdido su poder de atracción en favor del Sablon.
Sin embargo, fue el incendio del Palacio de Bruselas, en 1731, bajo el régimen austriaco, el que verdaderamente le asestó el golpe definitivo. Inicialmente, el tribunal se trasladó al antiguo hotel de Nassau. Fue completamente remodelado y modernizado hacia 1760 por orden del gobernador Charles-Alexandre de Lorraine. En Coudenberg, las antiguas grandes residencias privadas fueron desviadas de su función principal (biblioteca, administración de la lotería, Consejo Privado, etc.) y, al igual que el palacio del gobernador, la mayoría de ellas fueron remodeladas en estilo clásico. En el lugar del antiguo palacio, el nuevo patio prevé la construcción de un conjunto monumental de inspiración clásica: la Plaza Real, centrada en torno a la estatua de Carlos Alejandro de Lorena, y luego el complejo del Parque de Bruselas dedicado a la emperatriz María Teresa de Lorena. Austria. 
Estos prestigiosos proyectos, en gran medida imbuidos de la estética clásica francesa, requieren una nivelación de la antigua finca palaciega. Históricamente, el distrito judicial siempre estuvo separado del resto de la ciudad. Extrapolando una fórmula francesa del siglo XVII, podemos decir que el antiguo palacio de Bruselas se desarrolló según un patrón entre patio y jardín. Por un lado se abrió hacia la ciudad a través de un espacio ceremonial, la Place des Bailles, y por el otro desarrolló un vasto parque reservado a la corte y dividido entre las dos murallas de la ciudad (primera muralla del siglo XIII y segunda del el siglo XIV). Si, por un lado, el nuevo distrito planificado está más integrado en el tejido urbano circundante (especialmente el distrito de parques con rue Ducale, Royale, Montagne du Parc y Place de Louvain), las considerables obras de relleno anuncian los futuros problemas de conexión entre la parte superior e inferior de la ciudad. 

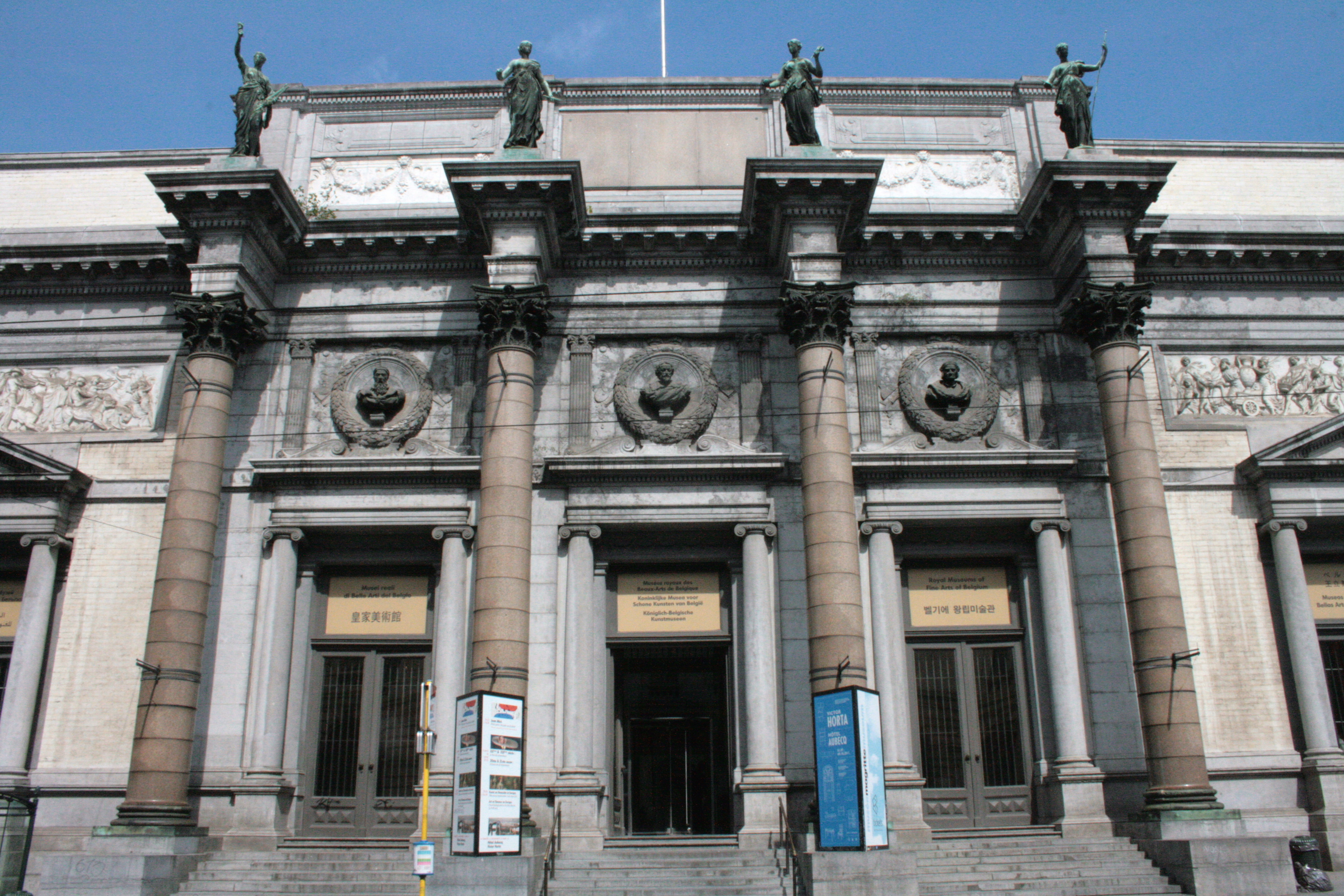
Museos Reales de Bellas Artes de Bélgica

La calle Isabelle, la única que conducía en suave pendiente desde el fondo de la ciudad hacia el palacio de Coudenberg, fue condenada en favor del estricto orden de la nueva plaza Real. Siguiendo el mismo espíritu, algunos edificios antiguos y prestigiosos, que se encontraban en relativamente buenas condiciones y construidos en la ladera (la antigua Capilla Palatina, la residencia Hoogstraeten), fueron requisados y relegados a servir de base para el ambicioso proyecto. Al oeste del parque, la muralla del siglo XIII se utiliza como muro de soporte para los movimientos de tierra de la nueva calle Royale y, por lo tanto, introduce una diferencia repentina de nivel entre el nuevo distrito del parque y los antiguos distritos inferiores. En definitiva, no es difícil adivinar hasta qué punto la alta sociedad de la época estaba desinteresada por los antiguos barrios aristocráticos de Coudenberg. La llegada de los revolucionarios franceses no hizo más que estimular el abandono de la Montaña de la Cour. Varios edificios son declarados propiedad nacional y vendidos en subasta pública. 
Durante el siglo XIX, los amplios locales de las antiguas residencias aristocráticas albergaron diversas instituciones públicas o privadas antes de la trágica demolición que les deparaba la historia. Así, el antiguo palacio de Charles-Alexandre de Lorraine, a partir de 1797, se convirtió en la Escuela Central del departamento de Dyle. También podemos citar el caso del antiguo palacio Granvelle que acogió en 1842 la Universidad Libre de Bruselas, o el del instituto instalado en 1849 por los hermanos Dupuich en la parte del antiguo patio Ravenstein llamada Sinagoga o Hôtel Dupuich, o el Caso de la antigua casa del pintor David Teniers transformada en escuela católica Saint-Jacques. 

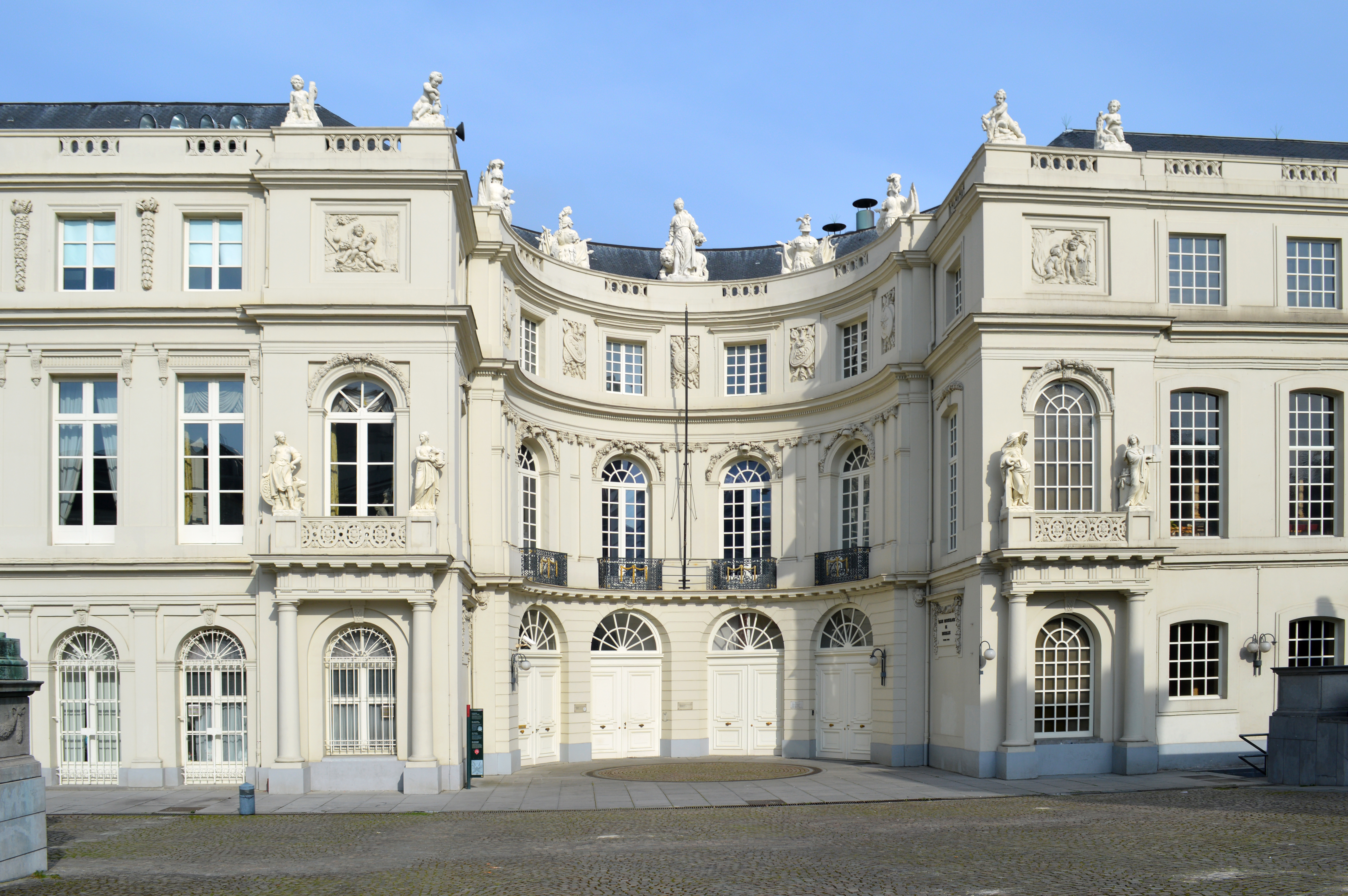
Palacio de Carlos de Lorena

Sólo unas pocas residencias conservan el estatus de mansiones privadas, como por ejemplo la residencia principal del antiguo tribunal de Cleves-Ravenstein. Los Neuforges, propietarios del edificio desde 1780, permanecieron así hasta la expropiación del edificio en 1894. Si bien en aquel momento el barrio de Coudenberg estaba relativamente degradado y en algunos puntos trastornado, las intervenciones tuvieron poco efecto sobre su antigua estructura. Esto sigue siendo coherente y preserva un patrimonio histórico y arqueológico extremadamente rico. El caso del antiguo palacio de Charles-Alexandre de Lorraine merece atención, ya que su nueva vocación de “palacio almacén” o “palacio comodín” conducirá a pesar de sí mismo en parte a las transformaciones del distrito a lo largo de los años 19 y 20. Siglo XX y la creación del Mont des Arts. La Escuela Central del departamento de Dyle, que alberga desde 1797, cuenta con un museo de pintura y una biblioteca pública.
Este museo de pintura, precursor de los actuales Museos Reales de Bellas Artes de Bélgica, es uno de los quince museos departamentales creados por orden de Napoleón I en los cuatro rincones de Francia (de la que entonces formaba parte Bélgica), como parte de 'un Descentralización del Louvre. El origen de la colección se remonta a finales del siglo XVIII y se irá enriqueciendo constantemente. En 1834, la transferencia de la colección de arte contemporáneo del Ministerio del Interior dio lugar a la creación del museo moderno.

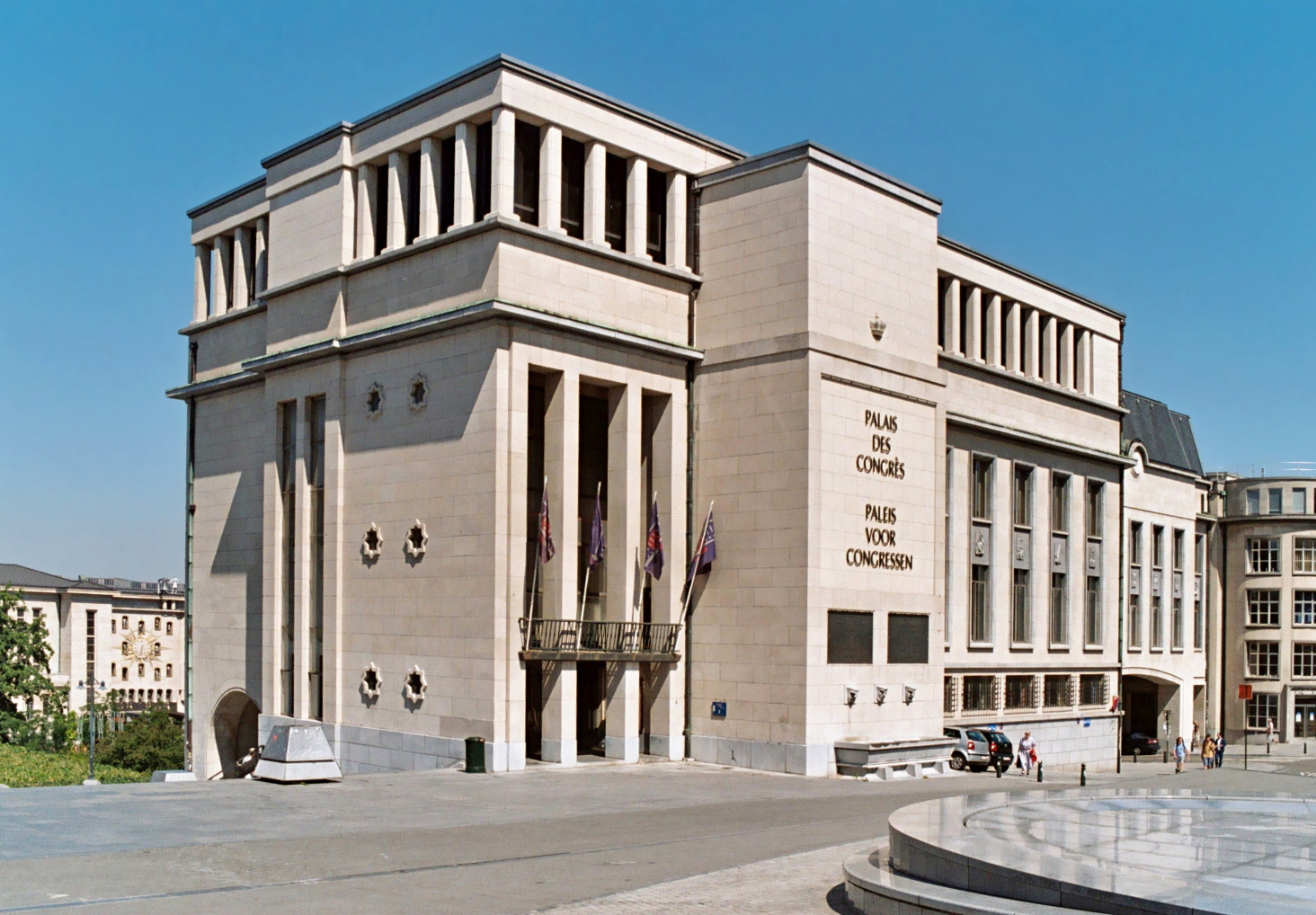
Palacio de los Congresos de Bruselas

La biblioteca, por su parte, se compone principalmente de la antigua Biblioteca Real fundada en Coudenberg por el rey Felipe II de España en 1559. Al igual que el museo de pintura, las colecciones se enriquecerán constantemente con diversos legados y recompras. En particular, durante la importante compra, en 1837, por parte del Estado belga de la famosa colección del bibliófilo Charles Van Hulthem, se creó la Biblioteca Real de Bélgica.
Después de un incendio, los espacios interiores del palacio fueron reestructurados alrededor de 1827, en particular mediante la adición de techos de cristal por parte del arquitecto municipal Nicolas Roget. Al mismo tiempo, el palacio fue ampliado, según los planos del mismo arquitecto, con dos nuevas alas idénticas a la fachada del palacio de Charles-Alexandre de Lorraine. El objetivo de estas ampliaciones es albergar una institución creada por el gobierno holandés y dedicada a las artes y la artesanía: el Palacio de la Industria Nacional.
Desde principios del siglo XIX, en el antiguo palacio de Nassau-Lorena y luego también en el Palacio de la Industria (la Real Academia de Ciencias), se establecieron constantemente, de forma relativamente temporal o no temporal, varias instituciones y colecciones., letras y bellas artes de Bélgica, un Museo de Ciencias y Letras, Museo de Historia Natural, etc.), hasta el punto de que el edificio estaba abarrotado y todas estas instituciones padecían una falta crónica de espacio. La situación de las distintas instituciones empezó a aclararse cuando en 1841 la ciudad, propietaria del local desde 1811, cedió al Estado tanto los edificios como las colecciones que contenía. Algunas instituciones “parásitas”, como la reciente Universidad Libre de Bruselas, tendrán que abandonar sus locales.

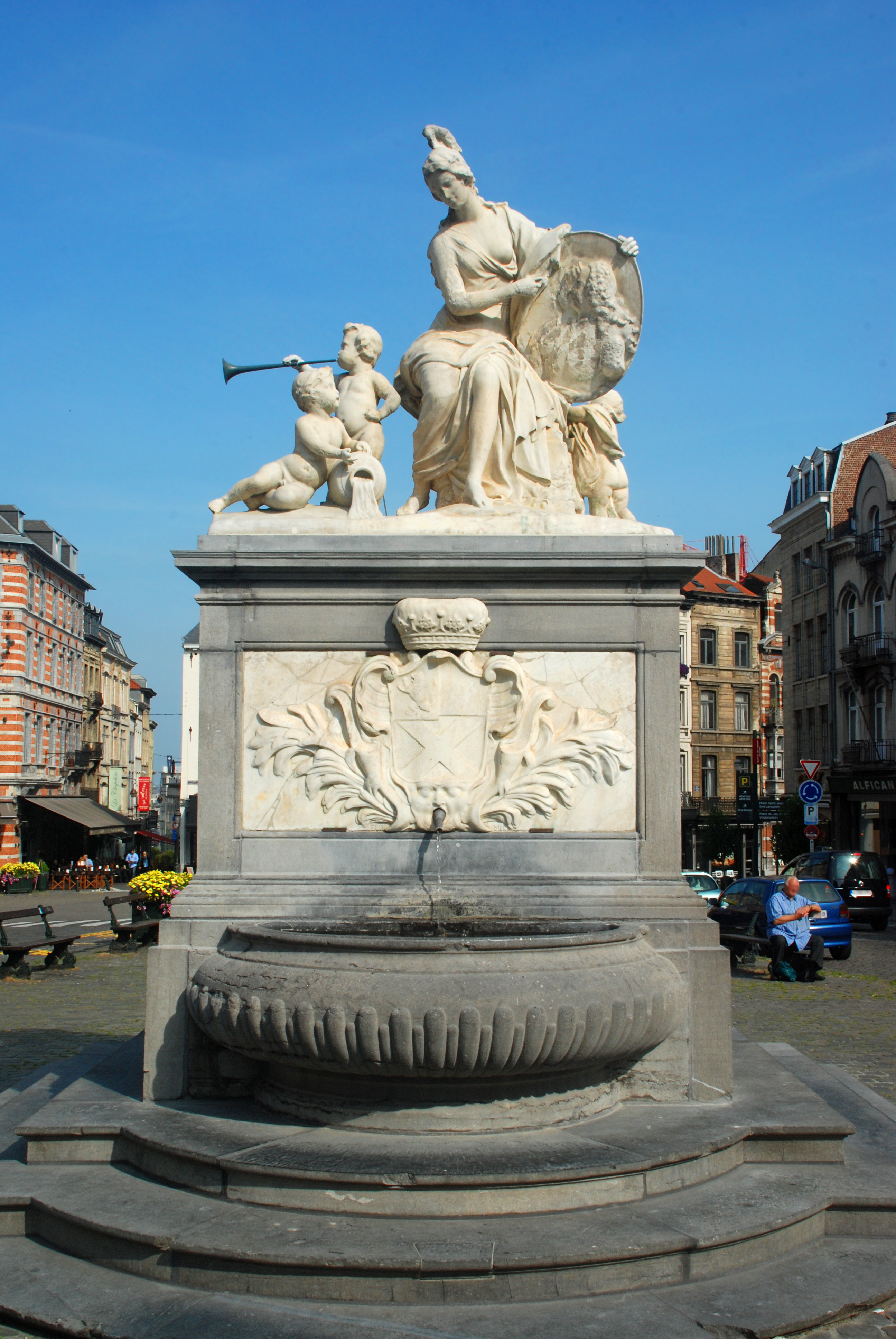
La Fuente de Minerva

### Barrio de Sablón
es un distrito ubicado en el centro histórico de Bruselas que incluye el Petit Sablon y su plaza, la iglesia Notre-Dame du Sablon, la Place du Grand Sablon y las calles circundantes. Cerca del barrio de las Artes, el Sablon se encontraba no lejos de las murallas del primer recinto. El hospital Saint Jean, propietario del terreno, lo convirtió en cementerio en 1299 y luego cedió una parte en 1304 a un gremio de ballesteros que se comprometió a construir allí una capilla, la futura iglesia de Notre-Dame du Sablon. La fama de este modesto oratorio creció cuando, según la tradición, una estatua milagrosa de la Virgen fue transportada allí desde Amberes en 1348.
En el siglo XV, los ballesteros la construyeron en la iglesia que hoy es posible visitar. El favor que los príncipes de la Casa de Borgoña y la Casa de Habsburgo mostraron a la iglesia hizo la fortuna del distrito. En los siglos XVI y XVII muchas familias aristocráticas llegaron a instalarse cerca del santuario. Entre los más famosos se encuentran los Tours et Taxis, cuya mansión cayó bajo el pico de los demolicionistas durante la construcción de la Rue de la Régence, y la familia Egmont, cuyo palacio, situado encima del Petit Sablon, ofrece actualmente la mejor idea de cómo era el distrito durante su esplendor. La calle aux Laines era la prolongación de Sablon: en el lado opuesto todavía se encuentran los hoteles de Lannoy y Mérode-Westerloo. En la Rue des Petits Carmes, al otro lado del Palacio Egmont, se encontraba en el siglo XVI el Hôtel de Culembourg, donde se redactó el Compromis des Nobles en 1566. Para eliminar todo rastro de este acto sedicioso contra el rey, el duque de Alba hizo derribar el hotel en 1568 y construir en su lugar una columna expiatoria. 

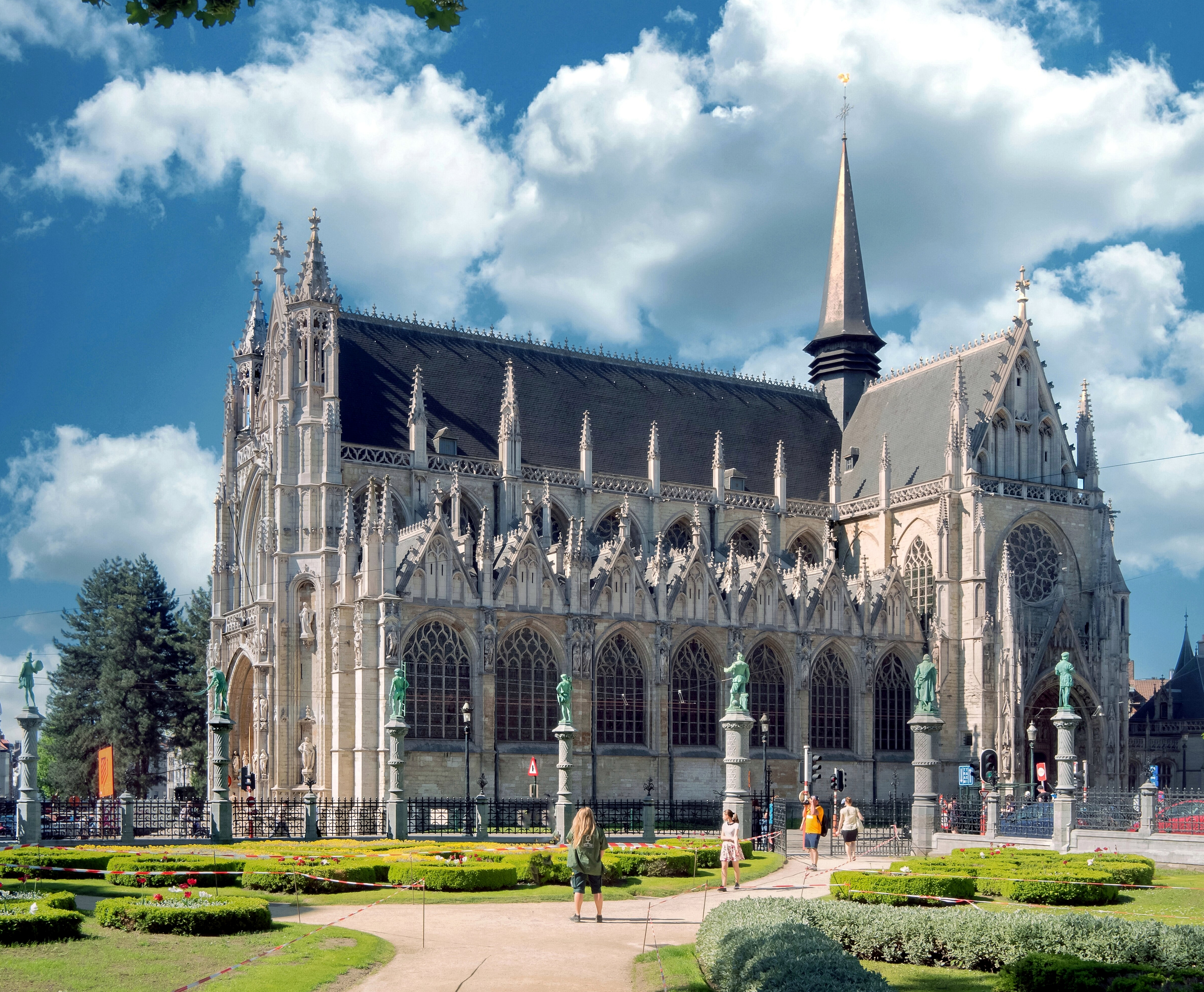
Iglesia de Nuestra Santísima Señora del Sablón

Las proximidades del cementerio del Hospital Saint-Jean ya incomodaban a sus vecinos aristocráticos en 1554, pero sólo un siglo y medio después la administración de Bruselas reconoció que la situación se había vuelto intolerable, informando que los cadáveres “...a menudo eran descuidados y puestos en fosos medio cubiertos, de los cuales los perros habían sacado pedazos varias veces y corrían a plena luz del día con brazos y piernas...". Por tanto, en 1704 se decidió trasladar el cementerio a Marolles. Este antiguo barrio fue remodelado en el siglo XIX con la construcción de la Rue de la Régence entre la Place Royale y el Palacio de Justicia. Esta arteria “Marie Thérésienne” (en el espíritu y la continuidad de la calle Royale) comenzó en 1827 y continuó en 1872, corre junto a la iglesia y abre sus perspectivas. 
Los espacios situados a ambos lados del edificio fueron reurbanizados al mismo tiempo y las casas contiguas a la iglesia fueron destruidas a partir de 1872. La composición sociológica del barrio cambió con el tiempo. En el siglo XIX, la aristocracia lo abandonó progresivamente en favor de nuevos barrios exclusivos, como el barrio de Léopold. En el siglo XX, la plaza del Grand Sablon estaba ocupada por una población más modesta y en el interior de los islotes había pequeños talleres y almacenes. A finales de los años 1960 asistimos a un nuevo cambio residencial y comercial: varios anticuarios se instalaron en el barrio tras las demoliciones en el barrio del Mont des Arts. Poco a poco, Sablon volvió a ser un barrio tan popular que dio lugar a la creación de un neologismo: “sablonización”, una versión local de la gentrificación.

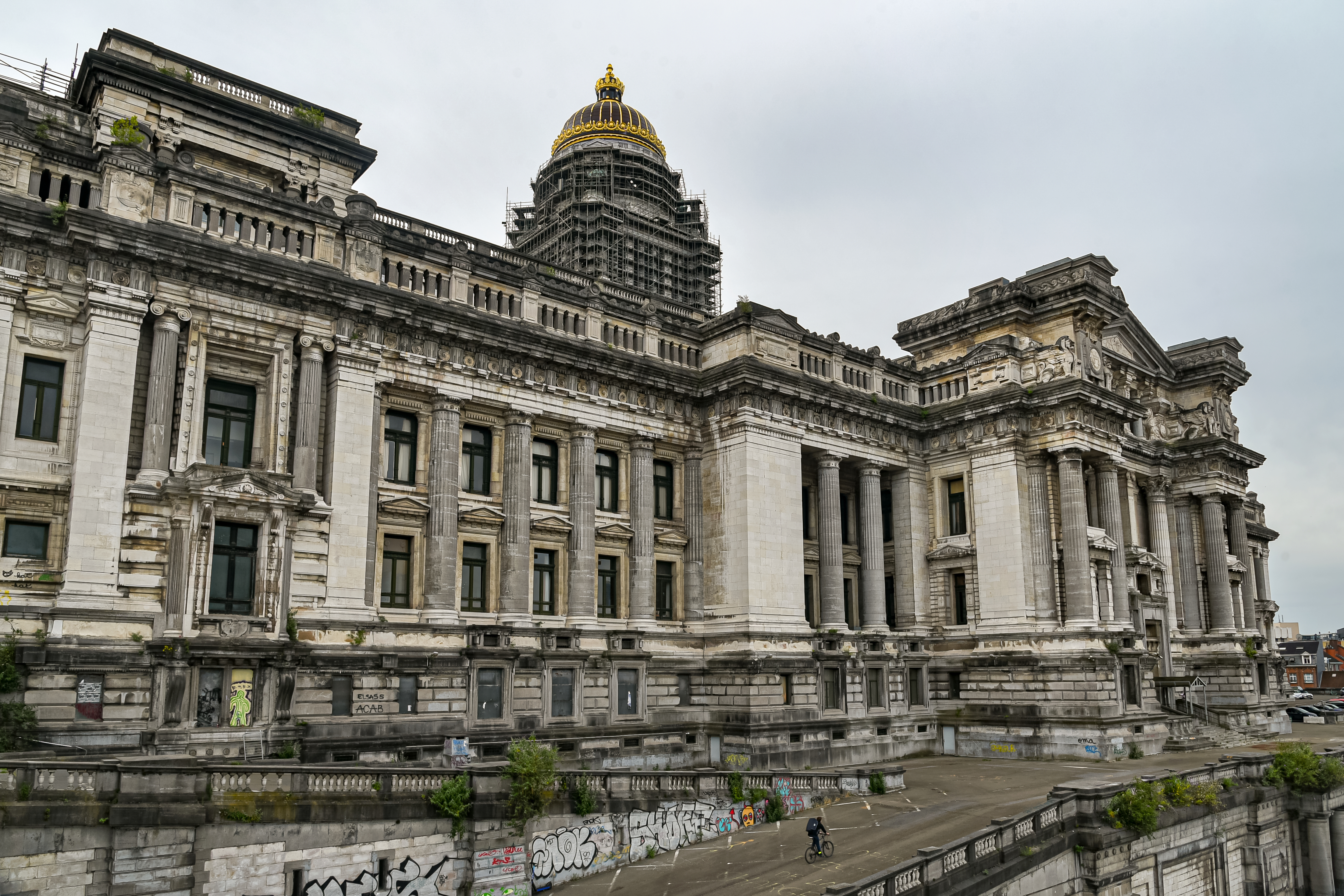
Palacio de Justicia de Bruselas

### Barrio de Les Marolles
Les Marolles es un barrio popular, histórico y turístico de Bruselas (Bélgica), que se extiende desde el Palacio de Justicia (plaza Poelaert) hasta la iglesia de la Capilla.
El barrio de Marolles no tiene existencia administrativa. En el barrio de Marolles han vivido siempre los habitantes más desfavorecidos de la capital, pero también los más amantes de la libertad. En homenaje a su espíritu rebelde y festivo, el escultor Maurice Wolf creó el «Monument aux vivants» (Monumento a los vivos), inaugurado por el alcalde Adolphe Max en 1933. Fue también en las Marolles donde estallaron las primeras luchas urbanas por una renovación respetuosa con el tejido urbano y social. Hoy en día, este barrio bruselense sigue estando habitado por artesanos, trabajadores inmigrantes y ancianos. Más de un tercio de las viviendas son sociales. Sin embargo, el distrito está experimentando un proceso de gentrificación.
El distrito incluye la Place du Jeu de Balle, famosa por su mercadillo matutino, la Rue Haute, la Rue Blaes y la Cité Hellemans. En su centro se encuentra el Hospital Saint-Pierre, que existe desde la Edad Media, inicialmente como leprosería. Reconstruido varias veces a lo largo de los años, en la actualidad es un gran hospital ultramoderno, reconstruido de nuevo a principios del siglo XXI. Uno de sus objetivos es atender a los más desfavorecidos, aunque no es el único.

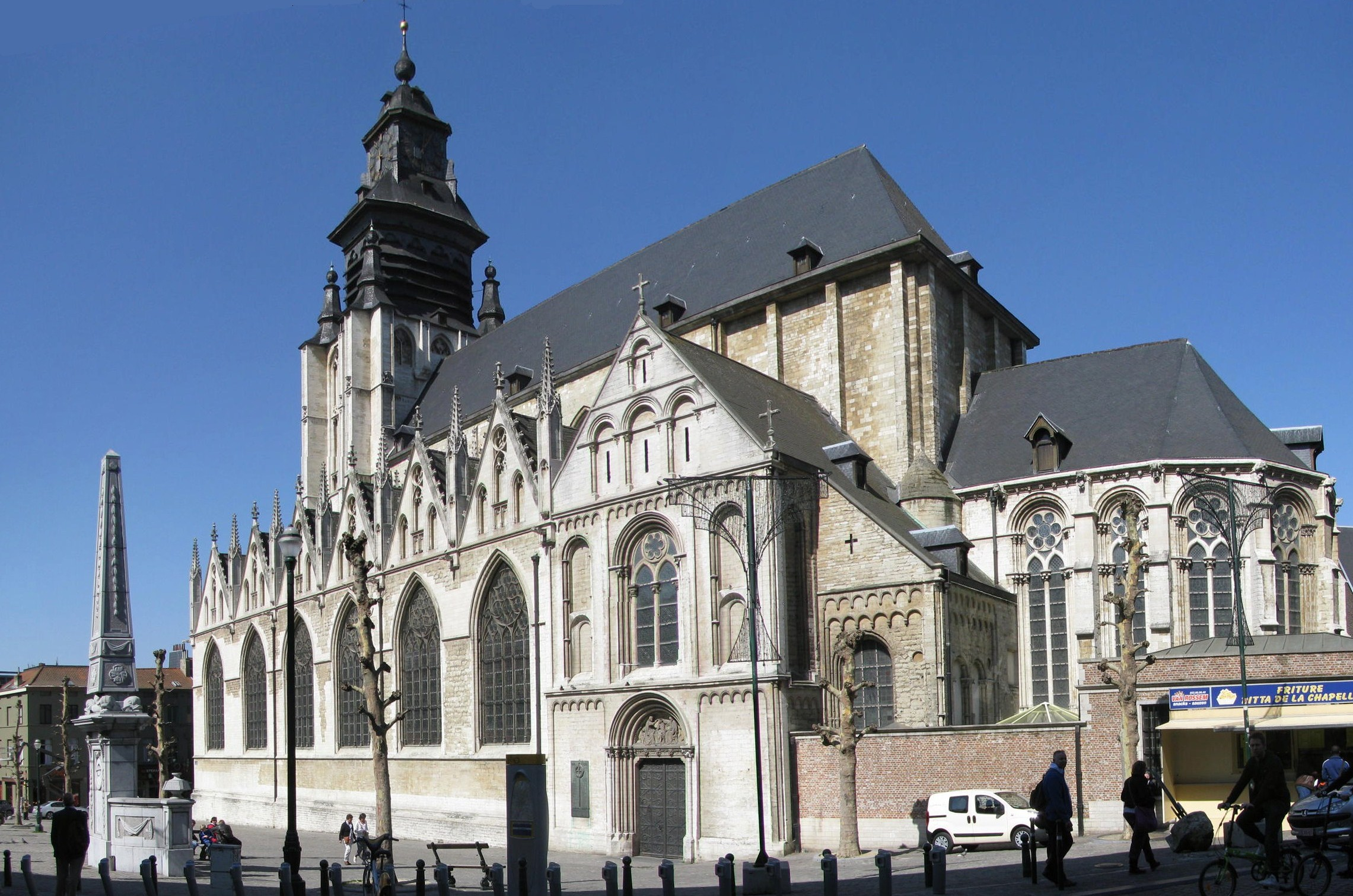
Iglesia de Nuestra Señora de la Capilla

En el siglo XIII, esta zona estaba situada fuera de las primeras murallas de Bruselas. Más allá de una de las puertas de esta muralla, conocida como Steenpoort, había un barrio de tejedores cerca de la iglesia de Nuestra Señora de la Capilla. En aquella época, los patricios que gobernaban la ciudad temían los disturbios de esta población inquieta y preferían mantenerla fuera de las murallas, donde las puertas se cerraban por la noche. Más allá de este núcleo, un camino -la futura rue Haute5- conducía a la leprosería de Saint-Pierre, situada en el emplazamiento del futuro hospital, y al pueblo de Saint-Gilles.
El 23 de julio de 1360, los patricios, enterados de un complot urdido por los batanes y tejedores del barrio de la Capilla, apoyados por los carniceros, para exterminarlos, se levantaron en armas. Primero masacraron a los carniceros que vivían en la ciudad y luego se volvieron contra los tejedores y bataneros que intentaban incendiar el Steenpoort para poder entrar en la ciudad. Los patricios prendieron fuego primero a sus casas y luego, pillándoles desprevenidos, mataron a muchos de ellos.
En 1405, un incendio arrasó el barrio de la Capilla, destruyendo 2.400 casas y 1.400 telares.

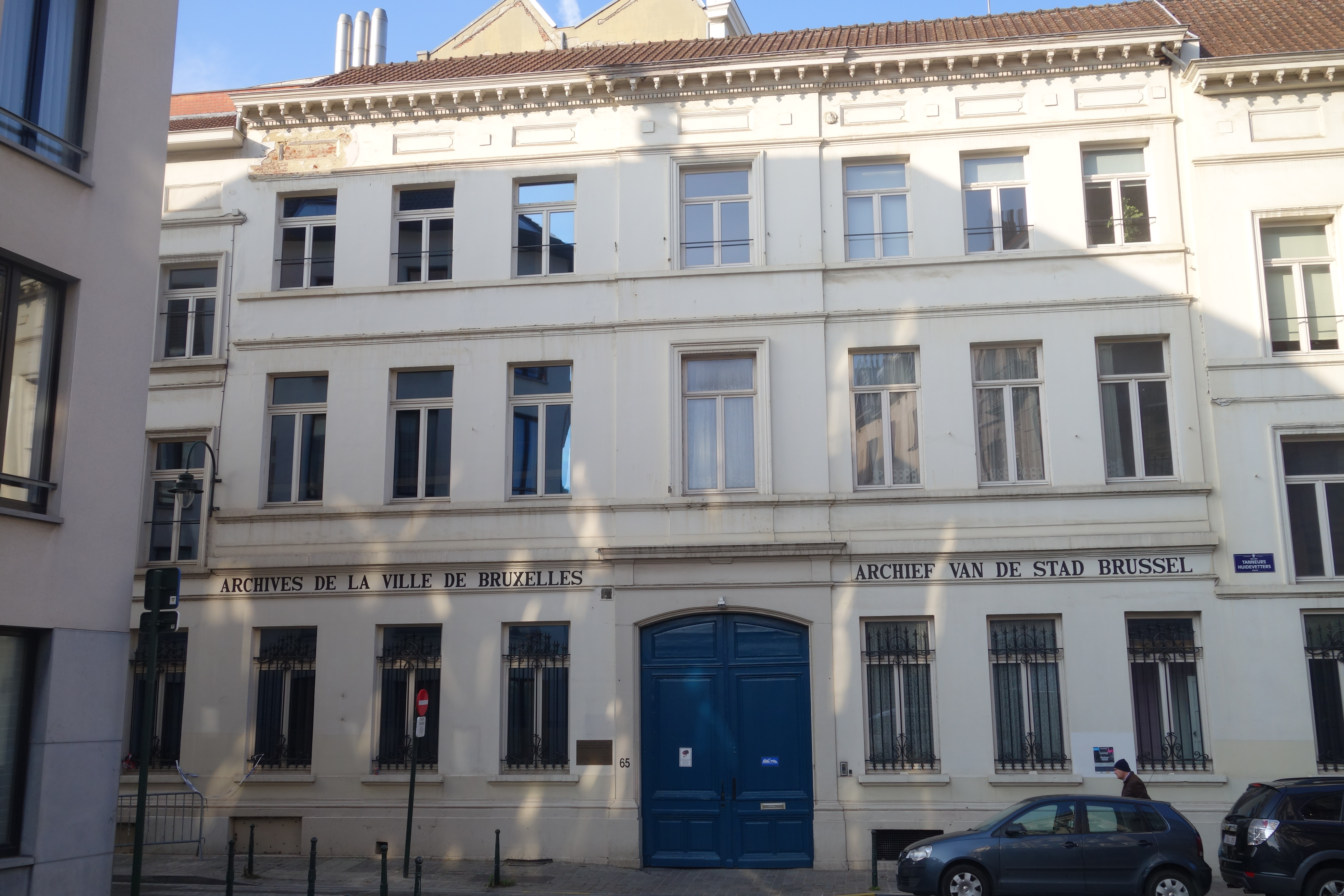
Archivos de la ciudad de Bruselas

Los límites del futuro barrio de Marolles empezaron a perfilarse a finales del siglo XIV, tras la construcción de la segunda muralla de la ciudad: estaba claramente delimitado por la primera muralla al norte y la segunda al sur; de este a oeste, se extendía a lo largo de la vertiente oriental del Senne, aproximadamente desde la segunda muralla hasta las zonas pantanosas que bordean el río. La rue Haute constituía la espina dorsal del barrio, que se fue poblando muy poco a poco. Como muestra el plano de Deventer (1550), gran parte del distrito seguía siendo rural en el siglo XVI: solo la calle Mayor estaba edificada de forma continua hasta la puerta Hal.
A finales del siglo XVI, las prostitutas frecuentaban la parte de Les Marolles por la que discurría la rue des Minimes, conocida entonces como Bovendael. En 1597, las calles de l'Épée y de l'Éventail, que unían la rue des Minimes con la rue Haute, se cerraron por la noche con portillos «para ahuyentar de la rue Haute a las mujeres de mala reputación y a su séquito que vivían en Bovendael y sus alrededores ».
Contrariamente a un tópico muy extendido, la rue Haute no siempre fue una vía obrera: en los siglos XVII y XVIII, la nobleza y la burguesía construyeron aquí hermosas mansiones. En el siglo XIX, la revolución industrial cambió la fisonomía de Les Marolles.
Para construir el Palacio de Justicia, 75 propietarios de esta parte de Les Marolles, muchos de los cuales vivían en sus propias casas en Bruselas, fueron expropiados en 1863 y posteriormente indemnizados en gran parte. En cuanto a los habitantes, un centenar, fueron realojados en una ciudad jardín construida por Poelaert en el barrio Chat de Uccle.
Hay que recordar que el propio Poelaert vivía en el corazón de Les Marolles, en la rue des Minimes, en una casa contigua y comunicada con sus vastas oficinas y talleres.
En 1883, para protestar contra la carestía de la vida, los Marolliens saquearon el Palacio de Justicia de Bruselas. Esta manifestación no tuvo nada que ver con la expulsión de 150 de ellos veinte años antes, en 1863.

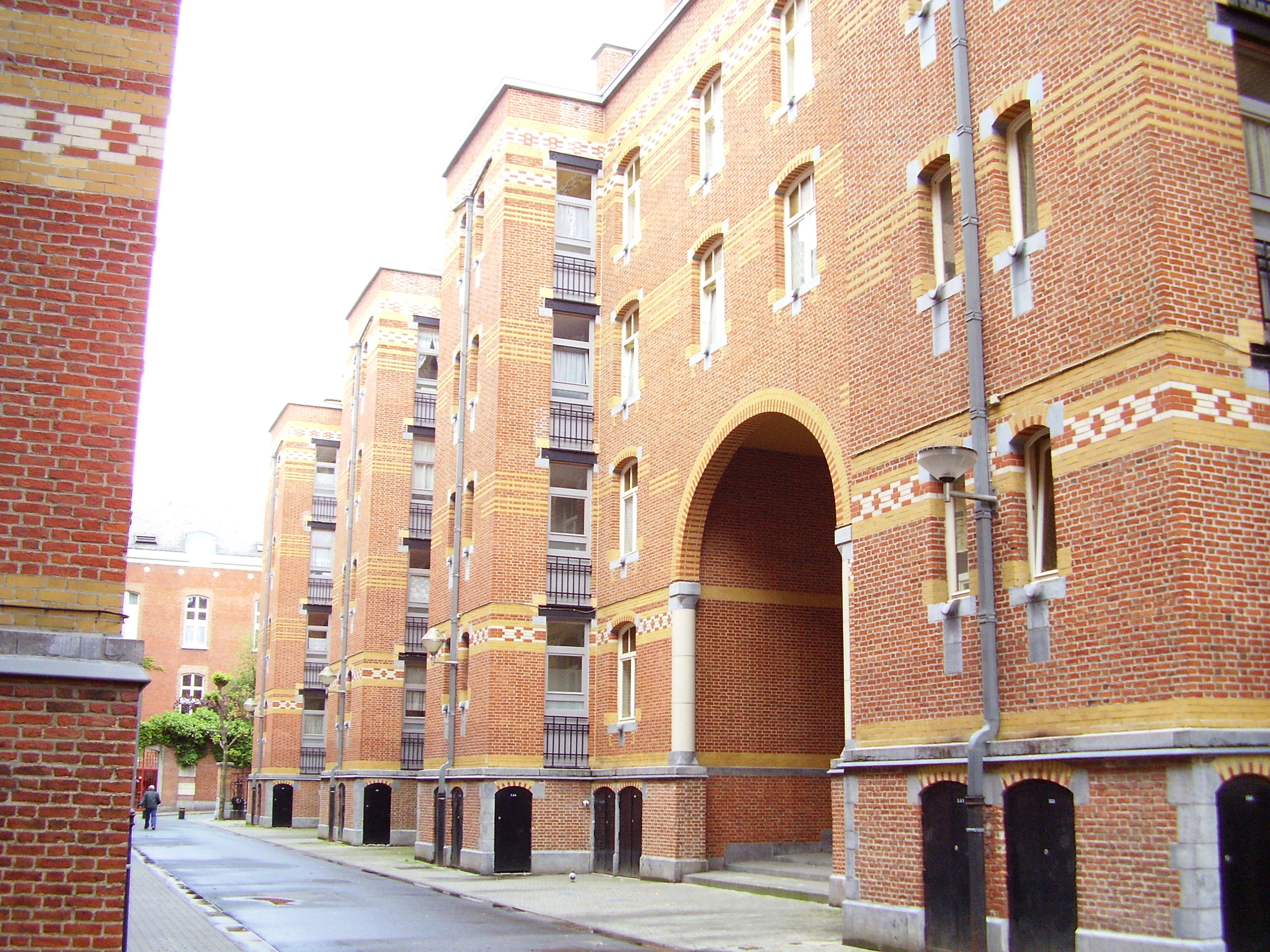
Ciudad Hellemans, Bruselas

En 1897, el asunto Courtois salta a los titulares. Se trata del asesinato de una mujer adinerada de la rue de l'Arbre Bénit a manos del antiguo subcomisario del distrito, Alexandre Courtois.
Muchas personas de confesión judía vivían aquí antes de las primeras detenciones nazis, en el verano de 1942. Muchos de ellos habían llegado allí tras huir de los pogromos que acompañaron a la Revolución Rusa de 1905. Otros los siguieron entre 1933 y 1938, tras la llegada de Hitler al poder en Alemania. En aquella época, su población se estimaba en unos 3.000 habitantes. La primera sinagoga se construyó en la rue de Lenglentier, donde una placa recuerda las deportaciones nazis.

### Barrio de Midi-Lemonnier
Es un distrito del sur del Pentagone de la ciudad de Bruselas, en Bélgica. En el corazón de este barrio, en el emplazamiento de la actual plaza Rouppe, se situó en 1839 la primera estación ferroviaria de Bruselas hacia el sur, término de la línea Midi, conocida como estación Bogards, en recuerdo del convento del mismo nombre en cuyo emplazamiento se construyó y del que la calle des Bogards es hoy la única referencia.

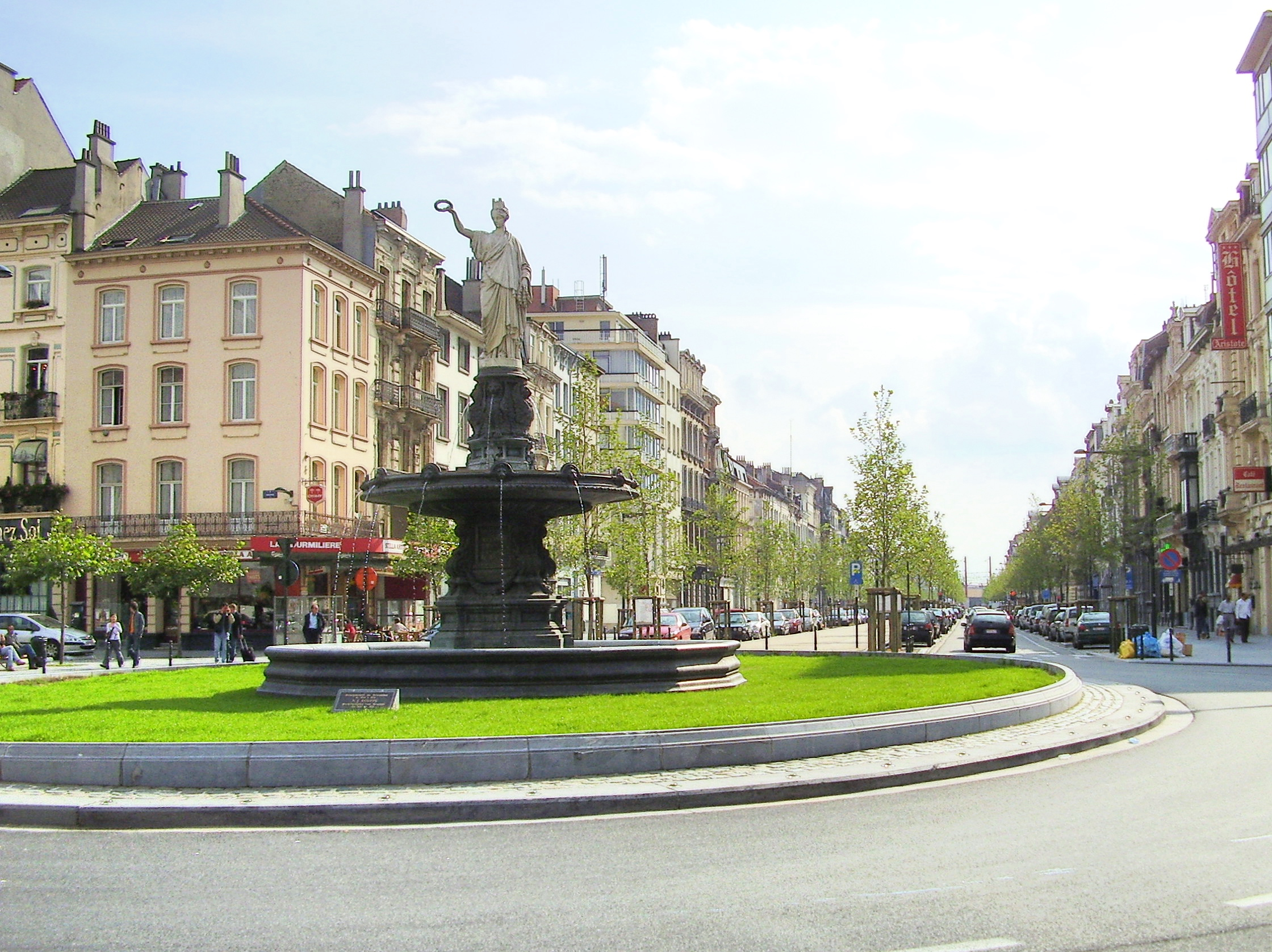
Plaza Rouppe y la avenida de Stalingrado.

La presencia de una estación en este lugar explica la inusual anchura de la actual avenida de Stalingrado, que discurre desde la plaza Rouppe hasta la circunvalación interior, despejada de sus vías férreas desde la inauguración de la Gare du Midi, construida fuera del Pentágono en 1869. Al mismo tiempo, tras el abovedamiento del Senne, el barrio vio construirse en estilo haussmaniano los grandes bulevares del centro, entre ellos el bulevar Maurice Lemonnier, bordeado por las plazas Fontainas y Anneessens (emplazamiento del antiguo Vieux Marché) y el Palacio del Midi. 
El Palais du Midi se construyó entre 1887 y 1880 como centro comercial. Actualmente alberga el principal centro deportivo de la ciudad1. Rodeado por la Gare du Midi y su famoso mercado semanal de los domingos y la Foire du Midi, es un barrio muy animado y multicultural, con los principales Boulevards du Midi y Lemonnier, la Place Stalingrad y el Palais du Midi (numerosos pabellones deportivos, etc.). Actualmente está experimentando importantes cambios y renovaciones, con planes para una nueva estación de Metro 3, que se llamará Toots Thielemans.

### Barrio de la Senne
Es un barrio del Pentágono de la ciudad de Bruselas, en Bélgica. Toma su nombre del río Senne, que ahora es un arco.

Los terrenos húmedos y pantanosos alrededor de lo que hoy son la rue de la Senne y la rue des Fabriques estaban ocupados por artesanos desde la Edad Media. Un brazo del río atravesaba las murallas de la segunda muralla a la altura de la Puerta de Ninove por la Petite Écluse, que servía de puerta marítima. En este punto se mantuvo un callejón sin salida hasta la década de 1960.

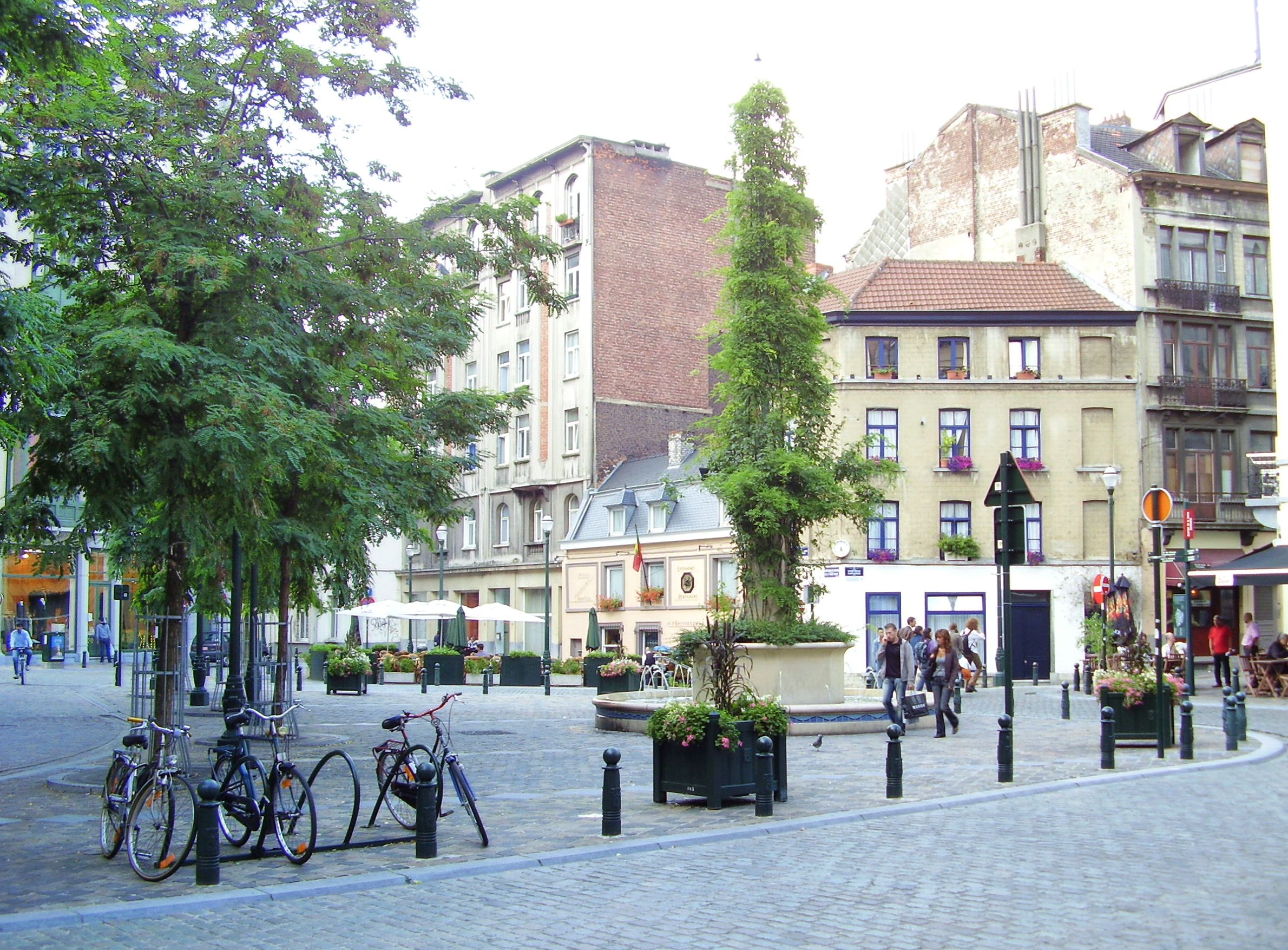
Plaza del jardín de las Flores

A finales de la Edad Media, se instalaron aquí pequeñas industrias y algunas cervecerías artesanales, hoy desaparecidas, como lo demuestran los nombres de la rue du Houblon y de los dos mercados de cereales, el antiguo y el nuevo. De ahí el otro nombre del barrio: el barrio de las fábricas1. La Tour à Plomb (torre de plomo), que servía para fabricar plomo para la caza, calibrado mediante una plantilla y enfriado al caer, y la rue de la Poudrière también son testigos de las antiguas actividades del barrio. 
El barrio, abandonado durante mucho tiempo tras la deslocalización de las empresas fuera del centro, ha vuelto a ser objeto de interés en los últimos años, gracias a la moda de los lofts en los numerosos locales industriales en desuso. Los alrededores de la rue Antoine Dansaert, nuevo barrio de moda, atraen a una nueva población joven y acomodada, la mayoría de habla neerlandesa. Estas dos nuevas situaciones, que han dado lugar a un aumento de los alquileres, no están exentas de problemas para los residentes menos acomodados de la zona.

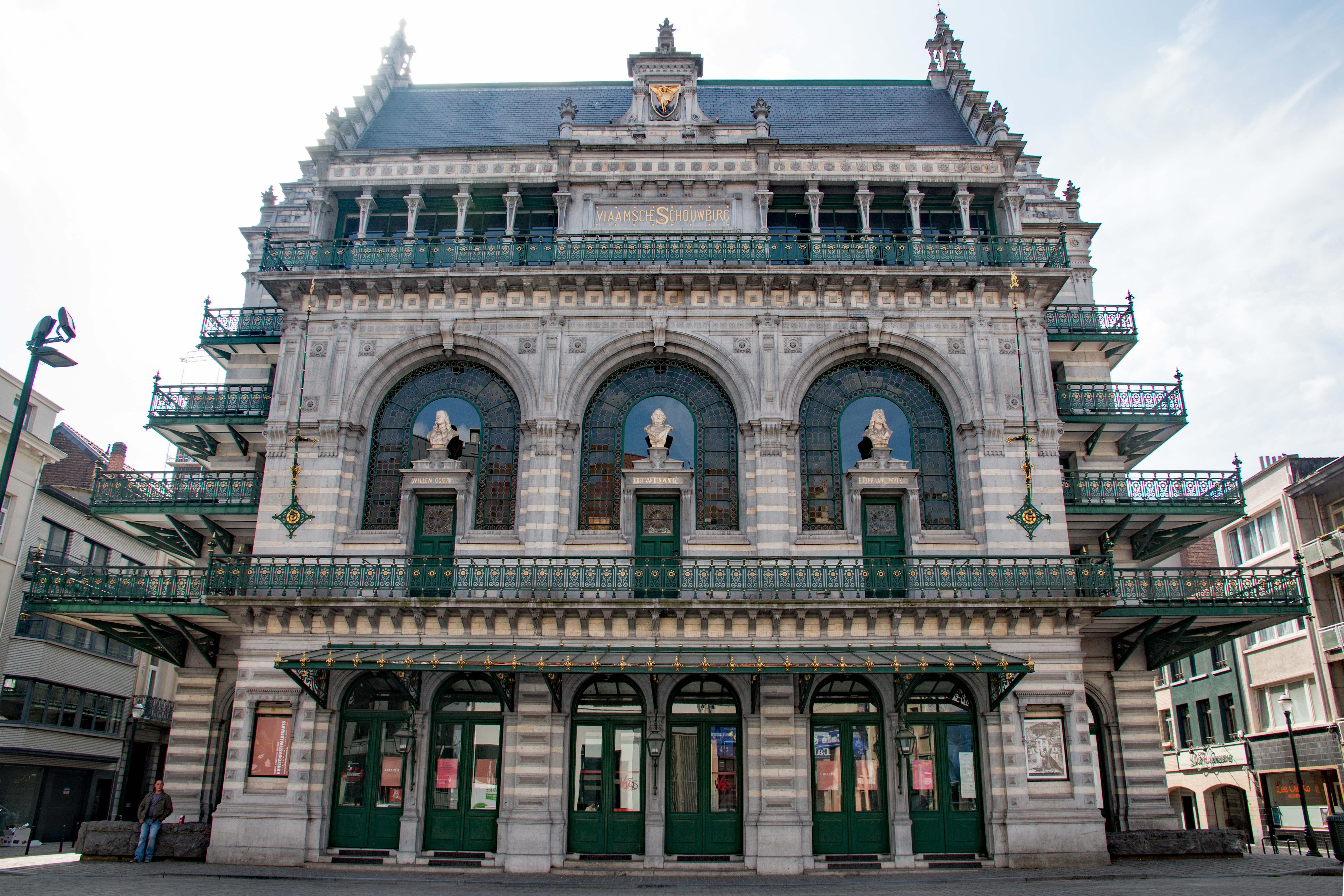
Teatro Real Flamenco

### Barrio de Quais
Es un barrio situado al noroeste del pentágono de la ciudad de Bruselas, en torno al Quai du Commerce, el Quai aux pierres de taille y el Quai au foin. El barrio incluye también la rue de Laeken, el bulevar de Dixmude, el bulevar de Ypres, la calle de los comerciantes y la calle del canal.

También se le conoce como el barrio de Sainte-Catherine. Limita al este con el bulevar Émile Jacqmain, al norte con la avenida de Anvers, la puerta de Anvers y la plaza Sainctelette, al oeste con el canal Bruselas-Charleroi a lo largo del bulevar 9e de Ligne y al suroeste y al sur con la calle de la Forêt d'Houthulst, la puerta del Rivage, el muelle de la caña, el muelle de la hulla, el muelle de la madera de roble y la calle del Évêque.

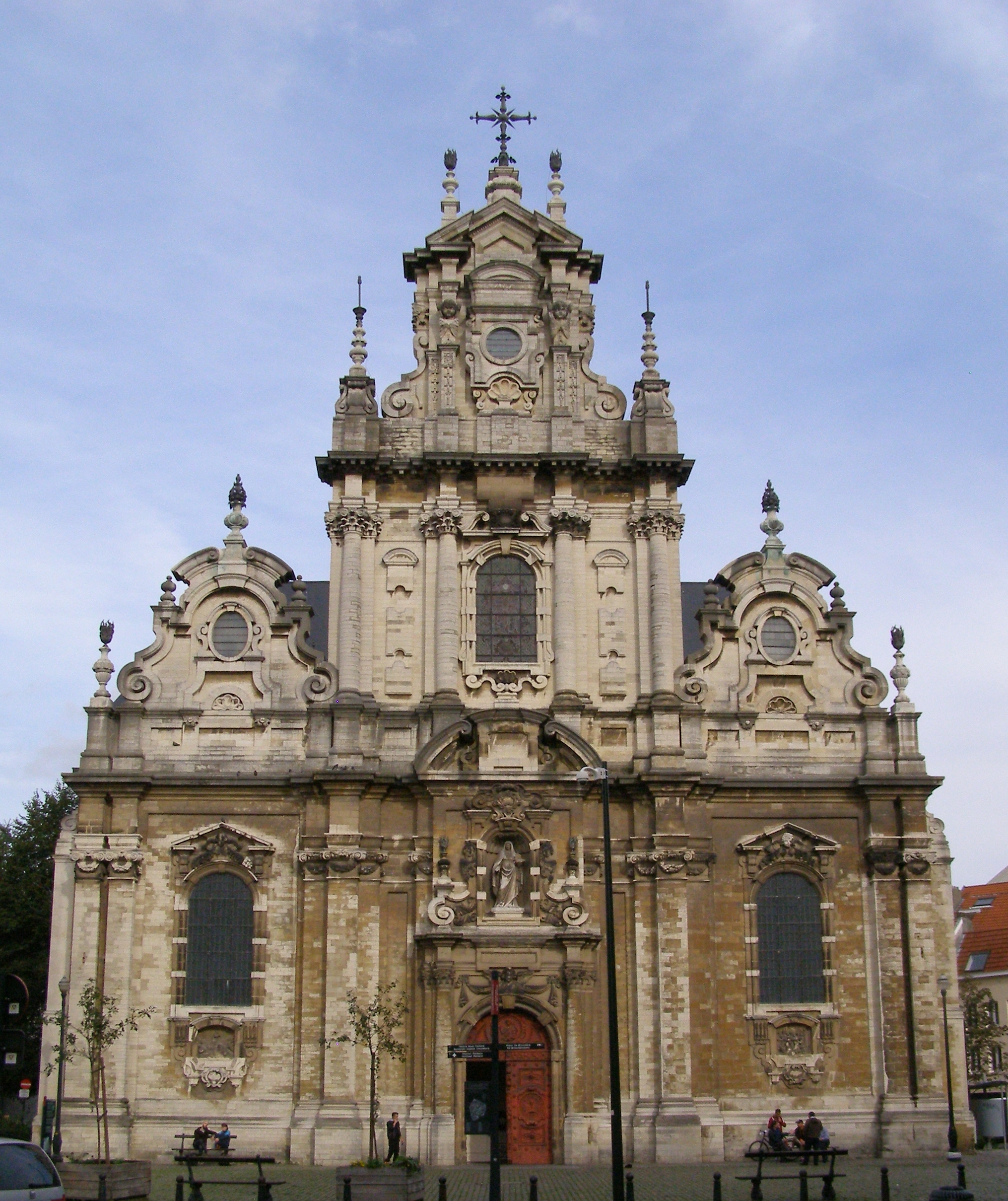
Iglesia de San Juan Bautista de Bruselas

Entre los edificios del barrio destacan el Teatro Real Flamenco de Bruselas, la iglesia de Saint-Jean-Baptiste-au-Béguinage, el Beguinaje de Bruselas y el Gran Hospicio. El barrio también alberga los Archivos y el Museo de la Vida Flamenca en Bruselas. También alberga la plaza y la iglesia de Santa Catalina.
La parte norte del barrio de los Muelles también se conoce como el barrio de la Alhambra.
Esta es la zona del antiguo puerto de Bruselas, que durante mucho tiempo desempeñó el papel de «vientre de la ciudad». Los barcos procedentes del Escalda entraban por la Porte du Rivage, en el emplazamiento de la actual Place de l'Yser, para incorporarse a uno de los canales, cada muelle reservado a un tipo de mercancía. 
Los canales se rellenaron cuando se abrió el nuevo puerto de Bruselas en el siglo XIX, y fueron sustituidos por amplios bulevares cuyos nombres a ambos lados siguen recordando su antigua función: quai aux Briques, au Bois à Brûler, au Foin, à la Houille, à la Chaux, etc.; o referencias a las actividades comerciales del barrio: rue du Magasin, des Commerçants, Marché aux Porcs o quai du Commerce. A lo largo de los muelles, muchas casas burguesas que pertenecieron a comerciantes adinerados conservan las entradas de carruajes que daban a los almacenes. En el bulevar de Ypres, aún se pueden encontrar mayoristas de alimentación que ahora se abastecen de camiones que han sustituido a los barcos. El barrio también incluye el Béguinage de Bruxelles, con la iglesia Saint-Jean-Baptiste y el notable Grand Hospice Pachéco.

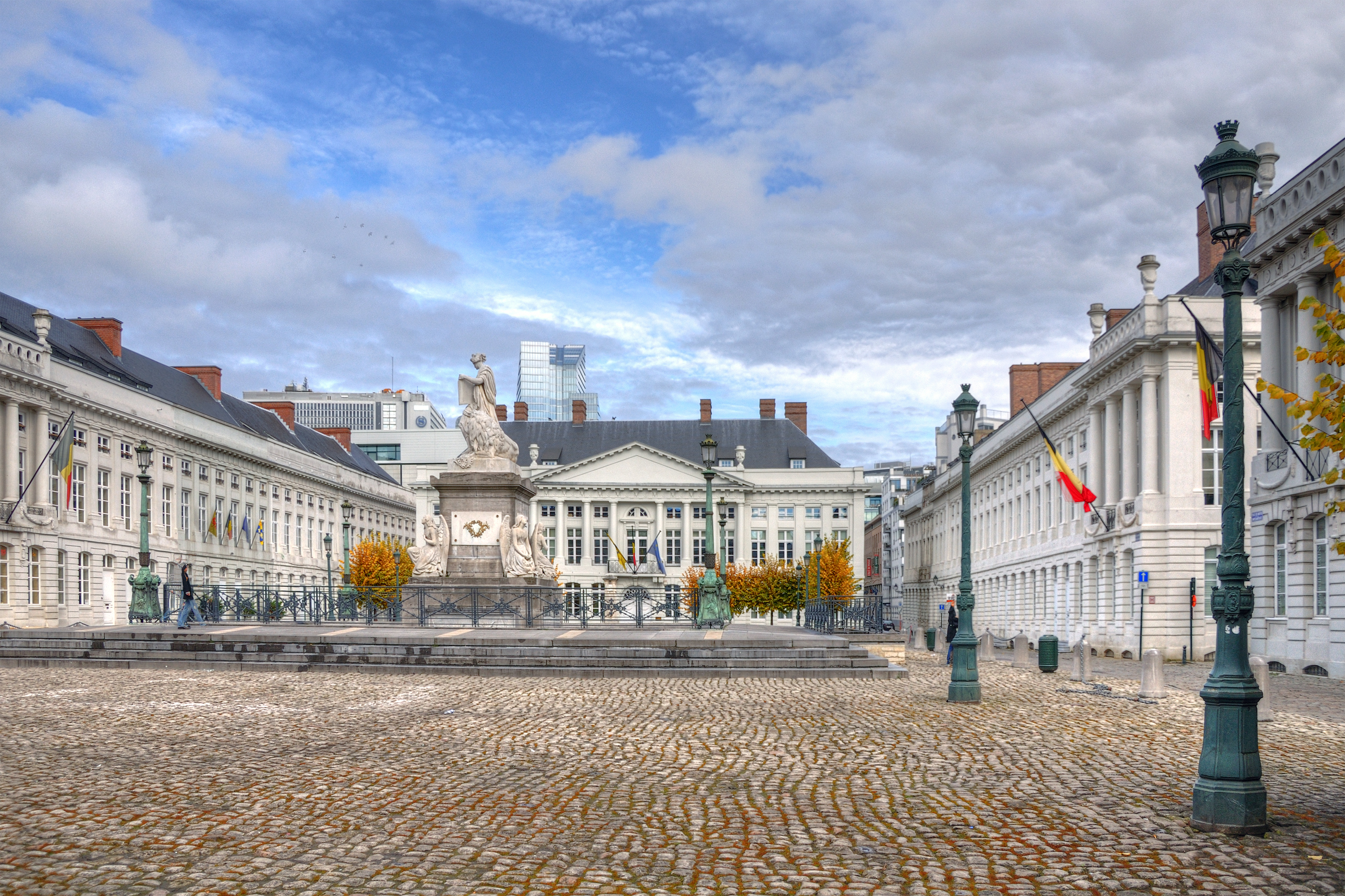
Plaza de los Mártires

### Barrio de Marais-Jacqmain
Es un barrio situado al norte del pentágono de la ciudad de Bruselas, en torno al bulevar Émile Jacqmain, la rue Neuve y la rue du Marais. El barrio incluye también la plaza de Brouckère y la plaza de los Mártires.
Pocos edificios del antiguo barrio del Marais, desde el bulevar Pacheco hasta la calle Neuve, escaparon a la demolición en el siglo XX. En su lugar se construyeron la Ciudad Administrativa del Estado, imprentas de periódicos, bancos y galerías comerciales. La tendencia actual es recuperar el carácter mixto del barrio reconvirtiendo los antiguos edificios de oficinas en viviendas. 
A pesar del largo declive del distrito, se ha mantenido la tradición centenaria de Meyboom, y las antiguas tiendas Waucquez de Victor Horta se conservan para albergar el Centro Belga del Cómic desde 1993. Otra isla bien conservada es la plaza de los Mártires, del siglo XVIII, de estilo neoclásico, que se ha ido renovando poco a poco y en cuyo centro están enterradas las víctimas de los combates de la Revolución Belga de 1830 en una cripta al aire libre con un monumento conmemorativo. 

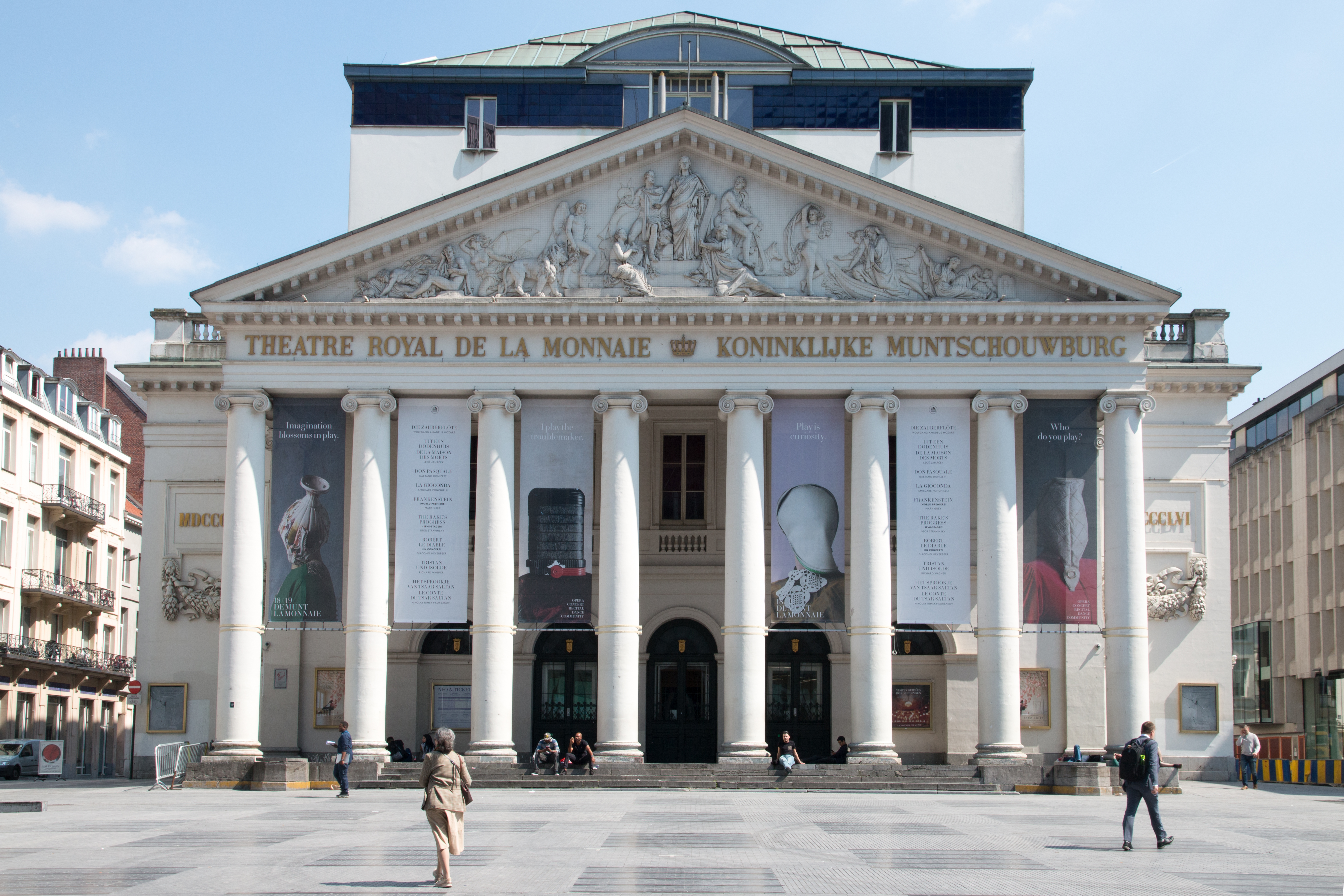
Teatro Real de la Moneda

Muy cerca se encuentran la Rue Neuve, la calle comercial más concurrida de Bélgica, con más de un kilómetro de tiendas a ambos lados del río; el bulevar Adolphe Max, una vía tradicional con fachadas del siglo XIX; y el bulevar Émile Jacqmain (donde el Théâtre National de Belgique se trasladó a un nuevo edificio en 2004), a tiro de piedra de la plaza de Brouckère. 
La plaza de Brouckère, punto neurálgico y animado del centro de la ciudad, está dominada en su extremo sur por dos bloques de pisos. Sin embargo, el resto de la plaza conserva sus antiguas fachadas, algunas de ellas modificadas (cines UGC), así como las del edificio intacto que alberga un hotel de lujo, el Hôtel Métropole, y su vecino, el Hôtel Atlanta.

### Barrio des Libertés

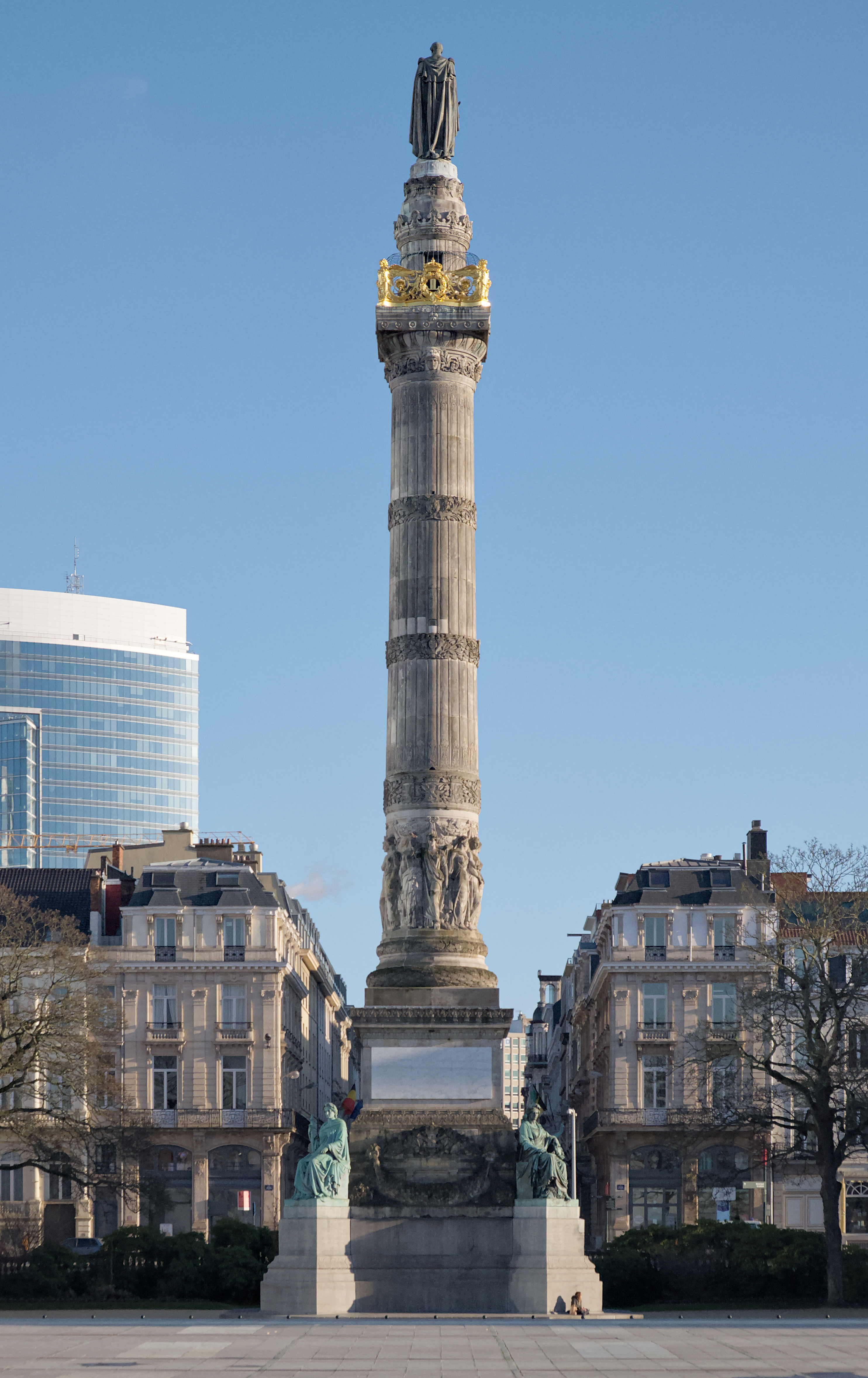
Columna del Congreso

Es el nombre de un barrio de la ciudad de Bruselas que ocupa la esquina noreste del Pentágono, detrás del edificio del Parlamento. Está delimitado por la circunvalación interior, la rue de Louvain y la rue Royale.
El antiguo nombre del barrio, Notre-Dame-aux-Neiges (neerlandés: Onze-Lieve-Vrouw-ter-Sneeuw), procede de una capilla construida en 1621 al final del Vieux Chemin de Schaerbeek, que fue demolida en 1796. Notre-Dame-aux-Neiges se considera el antiguo barrio de los leprosos de Bruselas. Recibe su nombre en honor a una aparición mariana que, según se dice, tuvo lugar durante el pontificado de Libère y ''provocó una nevada'' en agosto.
En el siglo XIX, la zona se había convertido en un barrio obrero, con numerosas callejuelas y callejones sin salida. Tras el embovedamiento del río Senne y la construcción de los bulevares centrales, las autoridades municipales se volcaron en Notre-Dame-aux-Neiges a partir de 1874.
El arquitecto Antoine Mennessier diseñó el proyecto de urbanización del nuevo barrio. Se rediseñó el trazado urbano, con calles estrechas bordeadas de pequeñas casas obreras que daban paso a avenidas flanqueadas por eclécticos edificios burgueses. El nuevo barrio se denominó Quartier des Libertés (las cuatro libertades constitucionales -libertad de prensa, religión, asociación y educación- tenían cada una su propia calle), y se dedicó a glorificar la independencia belga y a las personalidades que habían participado en ella. La antigua rue Notre-Dame-aux-Neiges da paso a la actual rue de la Révolution, no lejos de la Place des Barricades y la rue du Congrès.
A pesar de los más de 130 años de existencia del nombre del nuevo barrio, y de que se utiliza en la señalización pública, a veces se sigue empleando el antiguo nombre.

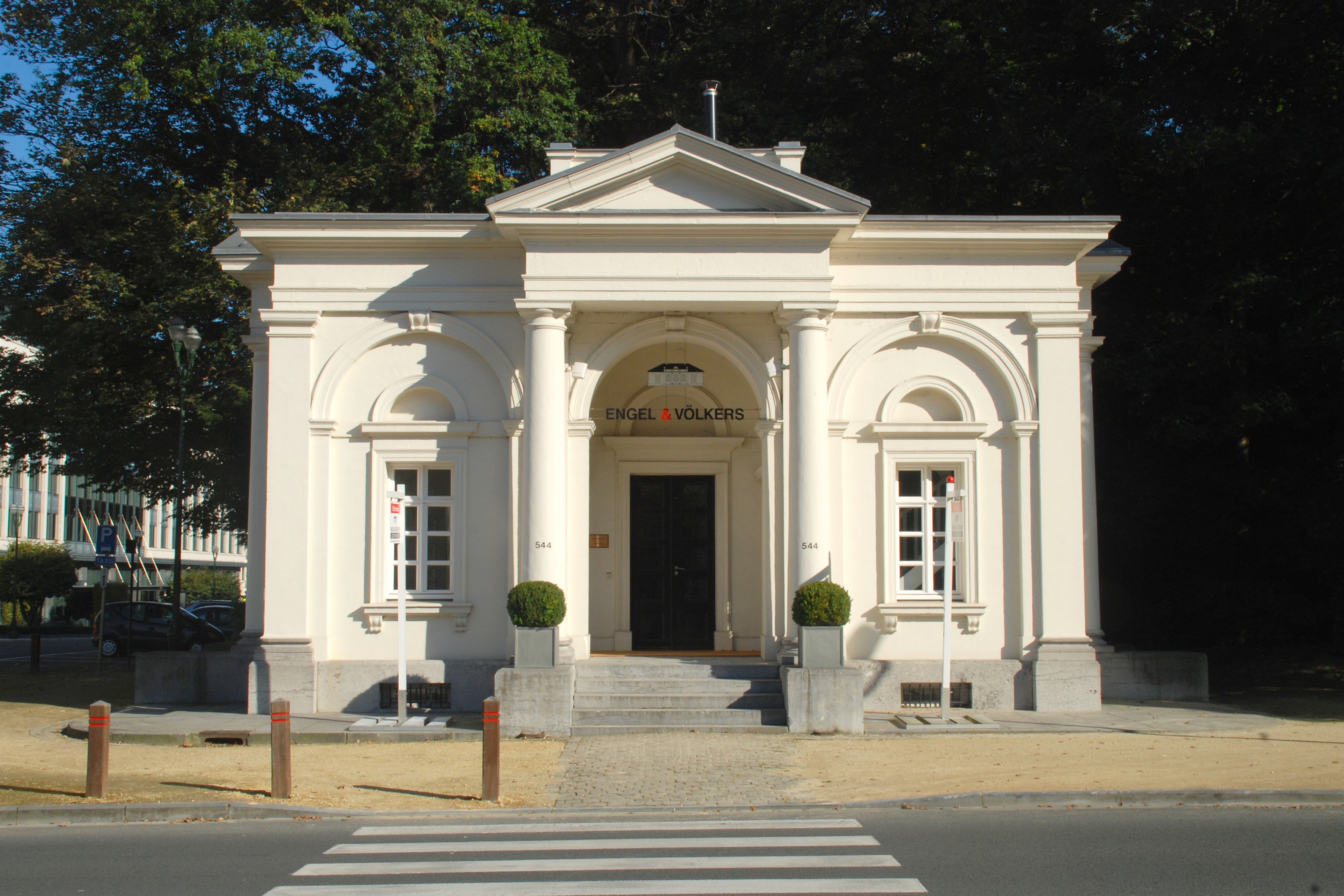
Antiguos pabellones de peaje de la Puerta de Namur

### Barrios del Sur
El ensanche sur de la ciudad de Bruselas es una estrecha zona de la Región de Bruselas-Capital perteneciente al municipio belga de Bruselas, situada al sur del Pentágono.
El ensanche sur de Bruselas comienza en la plaza Louise, en la circunvalación interior, al sureste del Palacio de Justicia de Bruselas, y sigue la avenida Louise hacia el sur, continuando por el bosque de la Cambre y terminando en el límite sur de este bosque, en la Chaussée de la Hulpe. La zona es más estrecha en la desembocadura de la avenida Louise: el tramo entre la plaza Louise y la plaza Stéphani. En este punto, la zona no es más ancha que la avenida. En la chaussée de la Hulpe, la zona es la más ancha, con más de un kilómetro y medio. La extensión sur mide unos cinco kilómetros entre la plaza Louise y la Chaussée de la Hulpe. La zona incluye también el jardín del Rey y la mayor parte de la finca de la Abadía de Cambre.

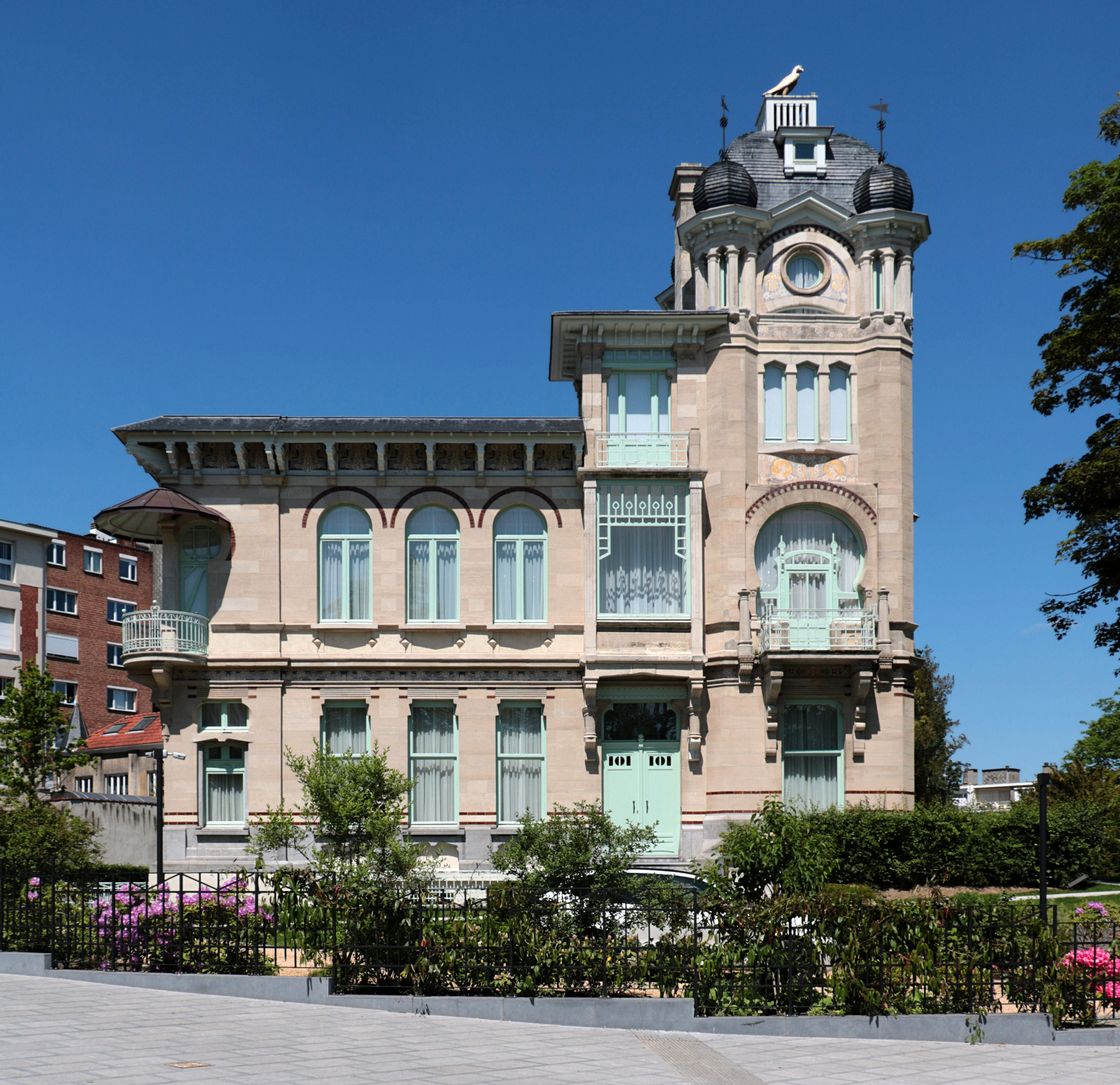
El Castillo Solbosch o la Casa Delune

La extensión sur divide el municipio de Ixelles en dos partes. Además, un bloque de edificios situado al sureste de la plaza Louise está separado del resto del municipio de Saint-Gilles, del que forma parte. La extensión sur limita también con el municipio de Uccle al suroeste y con el municipio de Watermael-Boitsfort al sureste.
En 1802, la zona de Solbosch, que formaba parte del Forêt de Soignes, fue deforestada y convertida en tierras de cultivo. En 1839, los promotores obtuvieron permiso para construir un nuevo distrito al sur del Pentágono de Bruselas. Este barrio estaba situado en el territorio de los municipios de Saint-Gilles e Ixelles3. En 1840, se urbanizó el cuello de la avenida Louise.
Hacia 1840, lo que quedaba del bosque pasó a denominarse Bois de la Cambre, ya que lindaba con la propiedad de la vecina abadía de La Cambre. Sin embargo, este bosque era poco visitado debido a su mala accesibilidad. El Bois de la Cambre pertenece al gobierno belga desde 18435.
En 1844, los promotores del proyecto propusieron construir una amplia avenida para unir el nuevo barrio con el Bois de la Cambre. Este plan fue aprobado por el gobierno y considerado de interés público. La concesión se otorgó en 1851, pero importantes retrasos obligaron a concederla de nuevo en 1856.

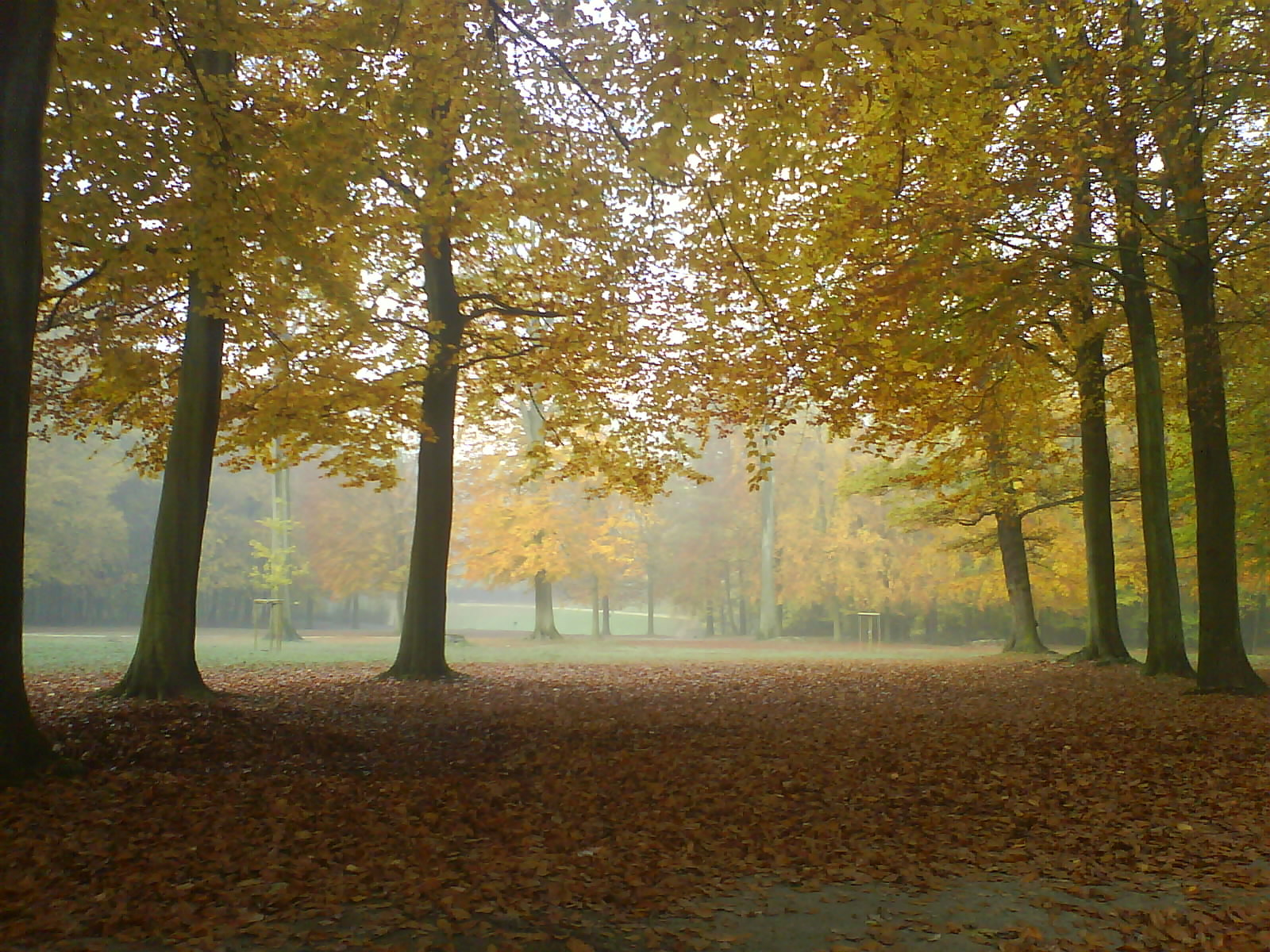
Amanecer de invierno en Bois de la Cambre

En 1857, la ciudad de Bruselas obtuvo autorización para convocar un concurso para la avenida Louise. Por Real Decreto de 11 de enero de 1859, se aprobó una versión revisada del proyecto original de la avenida Louise de Maximilien Carez. También se decidió bautizar la avenida con el nombre de Louise en honor de la princesa Luisa. La construcción fue financiada por el Ayuntamiento de Bruselas.
En 1860 comenzaron las obras de la avenida Louise. Se construyó una suave pendiente para nivelar el terreno y salvar el desnivel de 23,6 metros entre el cuello de botella y el Bois de la Cambre.
A partir de 1861 comenzaron a construirse casas a lo largo de la avenida Louise, que entonces tenía 35 metros de ancho, y los jardines delanteros de estas casas tenían inicialmente diez metros de largo. Por Real Decreto de 12 de julio de 1864, los jardines delanteros previstos se añadieron a la calle, de modo que la avenida Louise pasara a tener 55 metros de ancho3 en lugar de 35 metros.

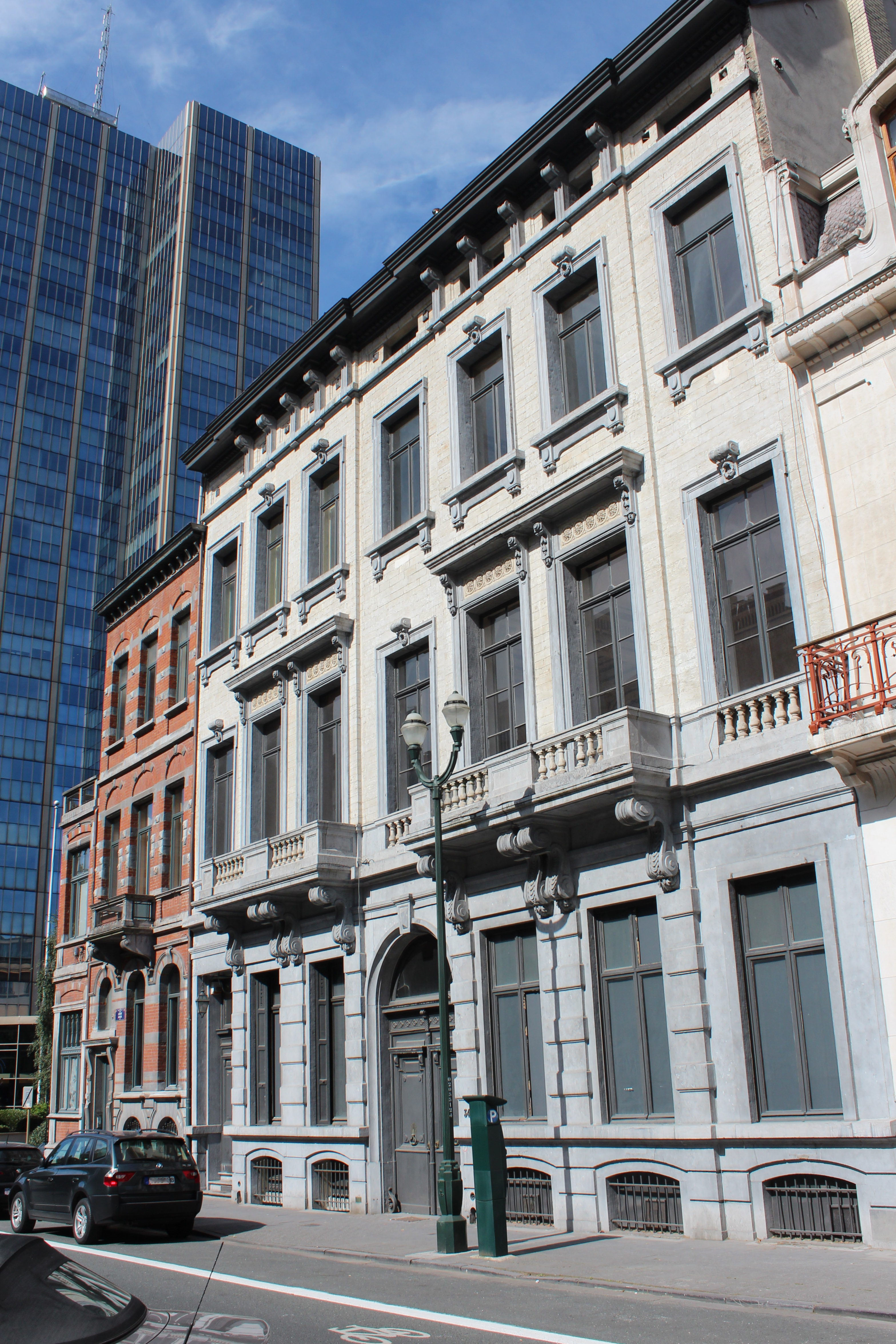
Avenida Louise de Bruselas

El 22 de febrero de 1862, el Consejo municipal de Bruselas decidió optar por el proyecto de Édouard Keilig para la construcción de un parque de estilo paisajista inglés en el Bois de la Cambre.
El Real Decreto de 21 de abril de 1864 incorporó la avenida Louise y el bosque de la Cambre a la ciudad de Bruselas. De este modo, la ciudad pasó a ser responsable de la construcción y el mantenimiento del bosque. Los terrenos adyacentes también fueron anexionados por la ciudad de Bruselas en una distancia de 40 a 100 metros, siguiendo los contornos de los campos, caminos rurales y fincas. Las calles de los municipios vecinos, que a menudo seguían los antiguos caminos rurales, se prolongaron hasta la avenida Louise para garantizar la conexión con ellos.
El Bois de la Cambre se terminó en 1866 y se abrió al público. Alrededor del bosque, los establecimientos de restauración de las avenidas Louise, Victoria, de la Clairière, du Vivier d'Oie y du Congo atraían a numerosos visitantes.
En 1906 se fundó la Compagnie de l'Exposition de Bruxelles SA para organizar la Exposición Universal de 1910. Se eligió Solbosch como emplazamiento. La Exposición Universal fue el motor del desarrollo urbano. Ixelles cedió a la ciudad de Bruselas 62,6 hectáreas de terreno entre el Bois de la Cambre y las avenidas Adolphe Buyl, du Pesage, du Derby y avenue de la Forêt. Ixelles también construyó la avenida Émile Duray. La ciudad de Bruselas construyó varias calles, entre ellas la avenida Émile De Mot y la avenida Lloyd George, y emprendió la construcción de un barrio residencial en la zona con la avenida des Nations (más tarde avenida Franklin Roosevelt) como vía principal del barrio. 
Las tres carreteras construidas sirvieron como vías de acceso a la Exposición Universal. Con la construcción de la Avenue des Nations, se completó la última parte de la carretera de circunvalación a través de Ixelles, Watermael-Boitsfort y Auderghem. A finales de 1910 se clausuró la Exposición Universal y comenzó la construcción del nuevo distrito.
En la década de 1910, la avenida Louise se amplió con una lujosa calle privada sin salida, situada directamente en la avenida Louise, aproximadamente en línea recta con la Avenue Lloyd George, justo enfrente del Bois de la Cambre. Esta calle recibió un doble nombre, oficialmente avenida Louise, pero también era conocida como Square du Bos.
En 1921, el Ayuntamiento de Bruselas ofreció el emplazamiento de Solbosch a la Universidad Libre de Bruselas, que aceptó y se trasladó allí, creando el Campus Solbosch.
En 1976, se decidió proteger el Bois de la Cambre por real decreto.

### Barrios del Este
El ensanche oriental de la ciudad de Bruselas es una zona de la Región de Bruselas-Capital perteneciente al municipio belga de Bruselas, situada al este del Pentágono.

El ensanche este de Bruselas comienza en la circunvalación interior, cerca del parque de Bruselas, y se extiende hasta el parque del Cincuentenario. La zona comprende dos barrios: el barrio Leopold y el barrio Squares. Al noroeste de la zona se encuentra Saint-Josse-ten-Noode, al noreste Schaerbeek, al sureste Etterbeek, al suroeste Ixelles y al oeste el Pentágono del municipio de Bruselas.

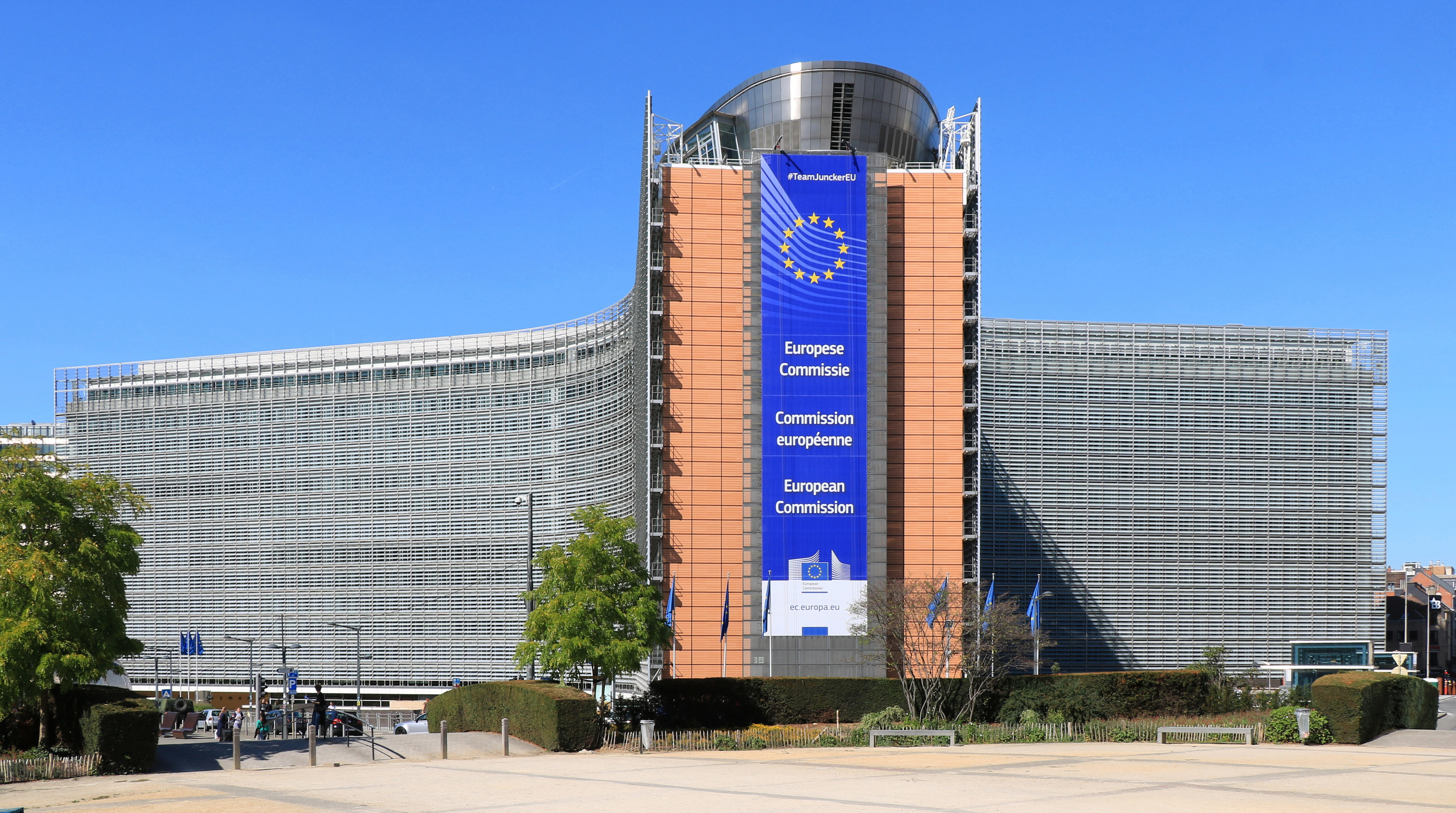
Sede de la Comisión Europea en Bruselas.

Al oeste, el distrito limita con la «Petite ceinture» de Bruselas, con la avenida Marnix y la avenida des Arts. Al noroeste con Saint-Josse-ten-Noode se encuentran las calles Rue de la Charité, Rue du Marteau, Rue des Deux Églises, Rue de Vervier, Rue de Spa, Rue des Guildes, Rue du Cardinal y Chaussée de Louvain. Al noreste con Schaerbeek se encuentran la Chaussée de Louvain y la Rue du Noyer. Al sureste con Etterbeek se encuentra la Avenue de la Chevalerie a través del Cinquantenaire, así como la Avenue des Nerviens, la Rue Belliard, la Chaussée d'Etterbeek y la Avenue du Maelbeek. Al suroeste, con Ixelles, se encuentran la calzada de Wavre, la calle Vautier, la calle Wiertz, la calle Montoyer, la calle de Arlon, la calle de Luxemburgo, la calle de París, la calle del Trono, la calle de la Explanada, el Campo de Marte, la plaza de Luxemburgo y la plaza de Meeûs.
La zona está atravesada por dos vías principales: la calle de la Ley y la calle Belliard.
El valle de Maelbeek atraviesa la zona de extensión. Al este se encuentra la meseta de Linthout.

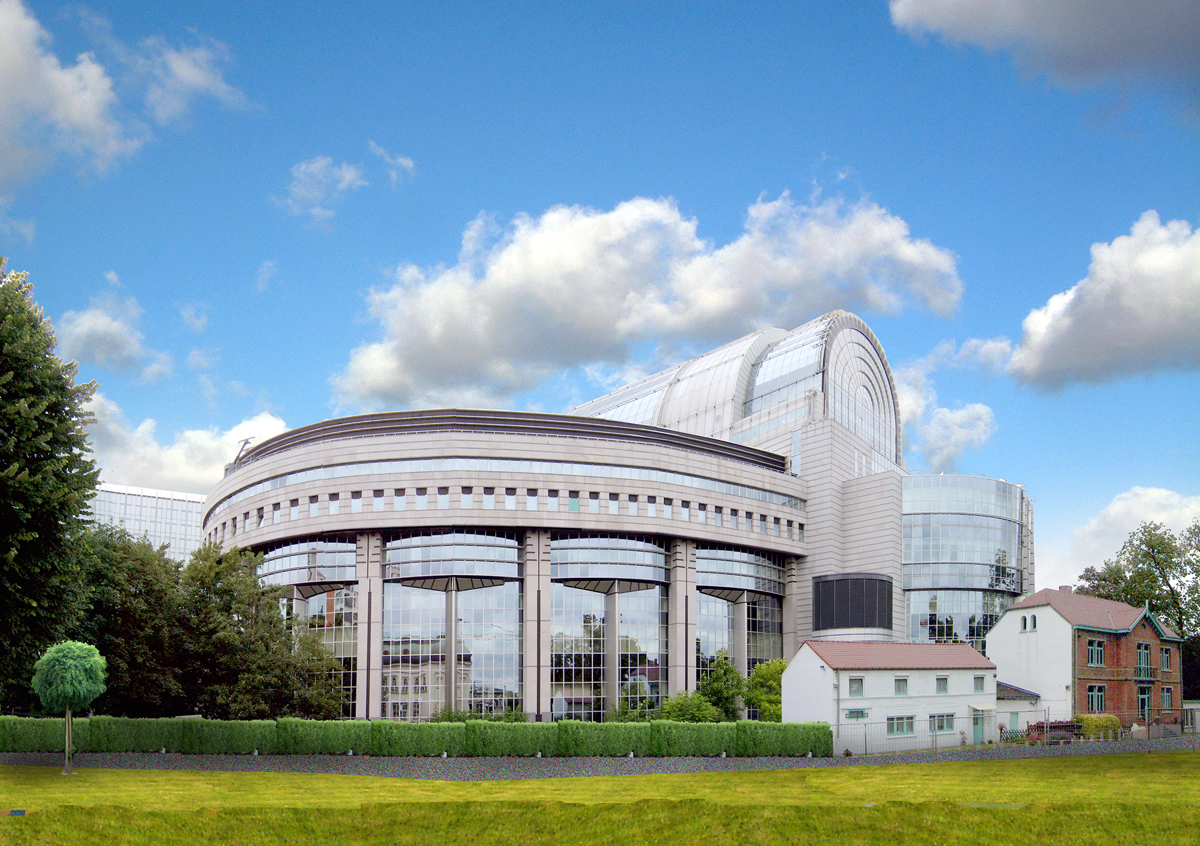
Sede del Parlamento de la Unión Europea

Tilman-François Suys diseñó el barrio de Leopold en 1837. Este barrio se encontraba entonces en el territorio de Saint-Josse-ten-Noode y fue construido por la empresa privada Société civile pour l'Agrandissement et l'Embellissement de Bruxelles. En aquella época, este barrio se extendía hasta la Chaussée d'Etterbeek, paralela al valle de Maelbeek, que formaba una barrera natural. En el distrito de Squares, situado al noreste, no había desarrollo urbano en aquella época, es decir, a mediados del siglo XIX.
En 1845 se propuso construir un puente de siete arcos y 350 metros de longitud sobre el valle de Maelbeek como continuación de la Rue de la Loi. Al otro lado del puente se construiría una plaza con dos ramales. El ramal del sureste (Avenue d'Auderghem) desembocaría en la Chaussée de Wavre. El ramal noreste (Avenue de Cortenbergh) desembocaría en la Chaussée de Louvain. En 1847 surgió una crisis y la propuesta se revisó en 1852: sólo se construiría un arco sobre el puente y el resto se levantaría. El 8 de mayo de 1852, este plan fue aprobado por decisión colegial.

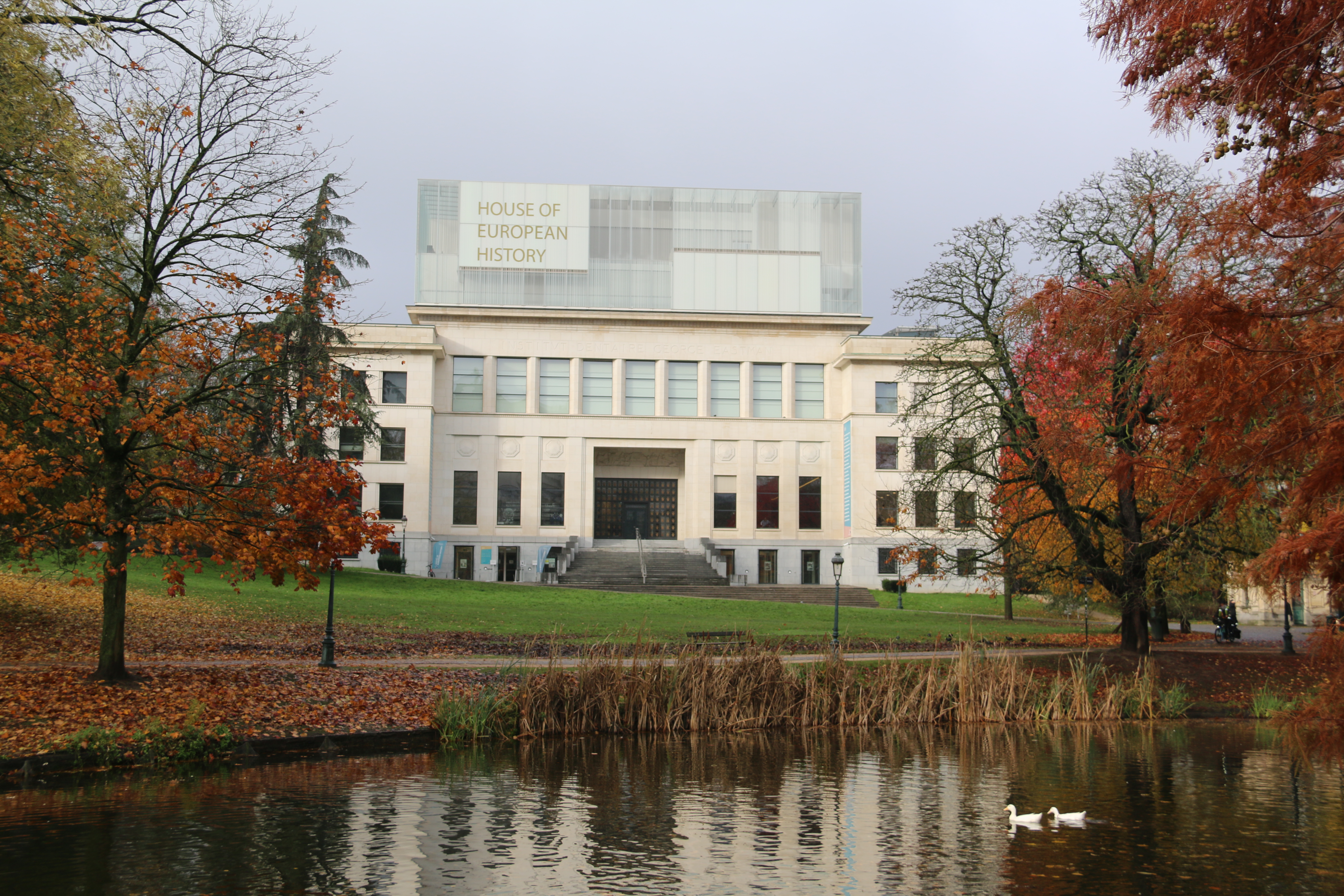
Casa de la Historia Europea

También en 1852, se decidió construir un nuevo patio de armas, ya que la ciudad estaba obligada a tener uno para la guarnición, y se eligió para ello el emplazamiento situado al este del puente sobre el Maelbeek (el emplazamiento del Cinquantenaire). En 1852-1856 se llevaron a cabo obras de nivelación del terreno, se construyeron alcantarillas y amplias avenidas arboladas.
Con la ley de 7 de abril de 1853, la ciudad de Bruselas pudo anexionarse una zona de 194 hectáreas, la superficie del barrio Leopold y la parte noreste del mismo, el futuro barrio de las plazas. Con esta anexión, Saint-Josse-ten-Noode perdió el 58% de su territorio, Etterbeek perdió la zona que hoy forma el Cinquantenaire y Schaerbeek perdió una franja de terreno en la rue du Noyer. Ese mismo año, la ciudad de Bruselas comenzó a canalizar y dominar la Maelbeek (entre la rue Belliard y el estanque de la plaza Marie-Louise). Durante los veinte años siguientes, se elaboraron diversos planes con dos obstáculos en el camino: el gran estanque y la vía férrea.
En 1874, el arquitecto Gédéon Bordiau fue designado para diseñar el barrio de Squares. En 1875, se aprueba el proyecto de Bordiau y comienzan las obras.
En 1866, ya se había propuesto que la Plaine des Manœuvres se convirtiera en un parque con un Palacio de la Industria. El 1 de febrero de 1875, la ciudad de Bruselas y el Estado acordaron trasladar la Plaine des Manœuvres a la zona sudeste del Cuartel del Teniente General Barón de Witte de Haelen y del Cuartel del Mayor Géruzet, mientras que la antigua Plaine des Manœuvres se convertía en un parque en el que se erigiría un edificio monumental. En 1876, la guarnición abandonó el recinto y, en 1877, se propuso celebrar aquí en 1880 una exposición nacional en honor de los 50 años de independencia belga. Como parte de este proyecto, se construyó el Arco del Triunfo en el parque del Cincuentenario, con dos pabellones a cada lado.
En los años 1880, la zona situada al este de la avenida de Cortenbergh aún no había sido edificada, lo que preocupaba a la ciudad de Bruselas. En 1889, propuso que la academia militar se instalara aquí, de modo que dejara también el emplazamiento de la abadía de La Cambre. Esta zona tampoco estaba lejos del campo de tiro nacional, que también se construyó en la meseta de Linthout en 1889. En 1895, el ministro de la Guerra eligió finalmente un emplazamiento al este del barrio de las plazas, en la avenida Renaissance y, en 1899, se reestructuraron los emplazamientos en este sentido2.
En 1888, el Cinquantenaire organizó el Gran Concurso Internacional de Ciencias e Industria. En 1897, la Exposición Universal de 1897 se celebró en el Cinquantenaire.
En 1913, la extensión oriental se amplió aún más con la creación del Parc Léopold. En el siglo XX, diversas organizaciones de la Unión Europea en Bruselas se instalaron en el barrio Léopold, formando el barrio Europeo.

### Barrios del Norte

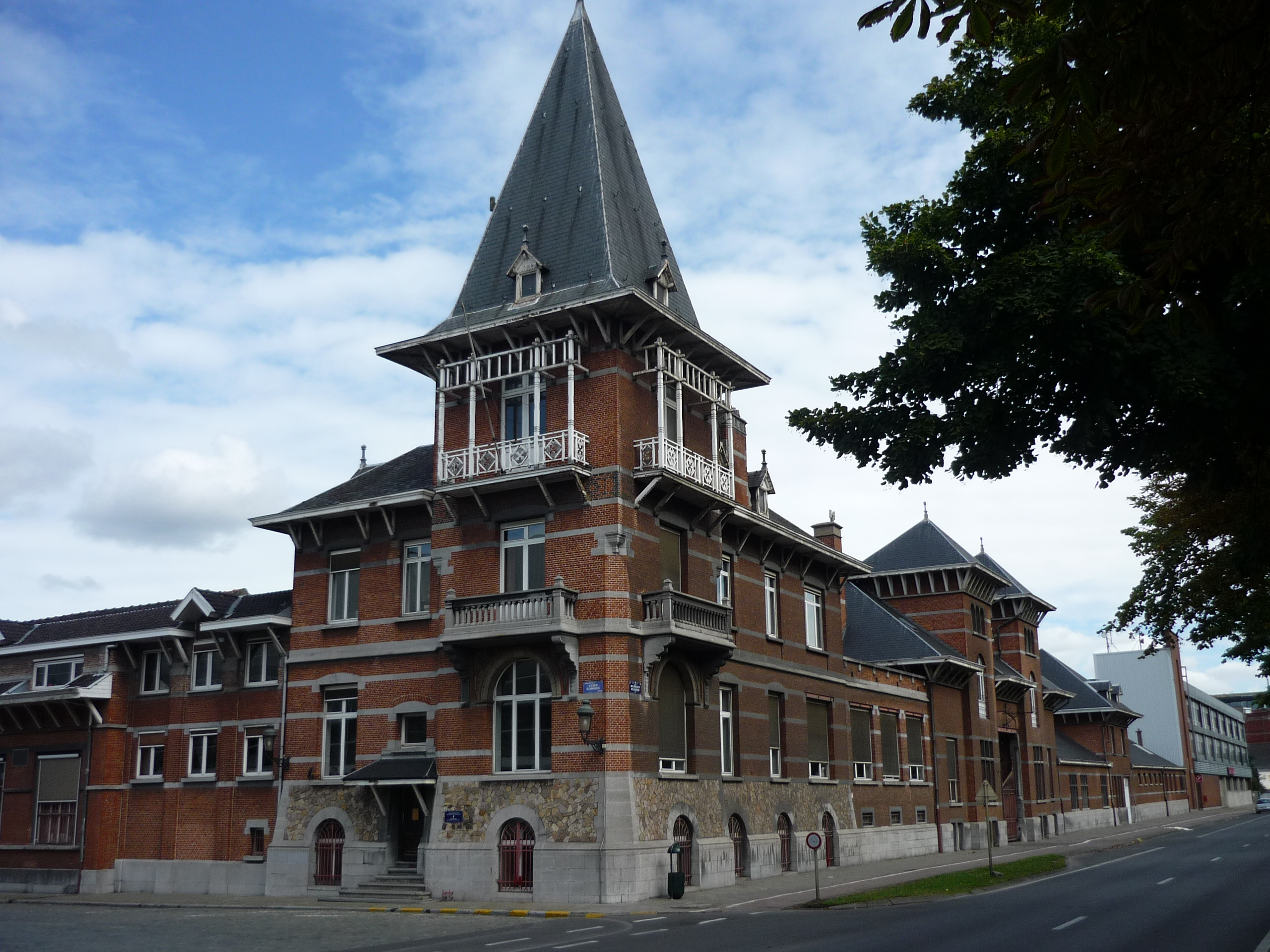
Una fábrica en Bruselas, obra del arquitecto Henri van Dievoet, 1901.

El ensanche norte de la ciudad de Bruselas es una zona de la Región de Bruselas-Capital perteneciente al municipio belga de Bruselas, situada al norte del Pentágono.
El ensanche norte de Bruselas comprende dos emplazamientos situados en el canal marítimo Bruselas-Escalda. En el lado noroeste del canal, el ensanche norte comprende los emplazamientos de Tour et Taxis y una estrecha franja a lo largo del canal hasta la plaza Sainctelette. En el lado sureste, la zona comienza en la circunvalación interior y se extiende a lo largo del canal hasta el suroeste del pueblo de Haren.
Al noreste de la prolongación norte se encuentra Haren, al noroeste Laeken y al norte Neder-Over-Heembeek. Estos tres tramos también forman parte de la ciudad de Bruselas, es decir, del municipio de Bruselas. Estos tramos también forman parte de la extensión norte. El término ensanche norte se utiliza a veces para referirse únicamente a los barrios situados entre estos tres tramos y el pentágono.
La parte del ensanche norte situada entre el canal marítimo Bruselas-Escalda, la carretera de circunvalación interior y las vías del tren a lo largo de la estación Gare du Nord se denomina distrito norte. El amplio bulevar du Roi Albert II, que discurre aproximadamente de sur a norte, constituye un límite municipal, ya que el barrio norte se encuentra también en los municipios de Saint-Josse-ten-Noode y Schaerbeek.
A finales del siglo XIX, era necesario modernizar el puerto de Bruselas y el canal Bruselas-Charleroi, con un coste estimado de 35 millones de francos belgas. La ciudad de Bruselas decidió financiar ella misma una parte del proyecto, por un importe de 12,4 millones de francos, con la condición de que los terrenos de la Tour et Taxis y los terrenos a lo largo del canal fueran agregados a la ciudad de Bruselas. En 1897, la ciudad de Bruselas anexionó la zona portuaria de Tour et Taxis y los municipios de Laeken y Molenbeek-Saint-Jean perdieron parte de su territorio1. En consecuencia, la estación de Allee Verte se anexionó a la ciudad de Bruselas.
Los edificios de la Tour et Taxis se construyeron entre 1902 y 1907.
Cuando se construyó un puerto exterior al norte del Puerto de Bruselas, la Ciudad de Bruselas también quiso financiarlo como condición para la anexión. En 1921, la ciudad lo consiguió y adquirió partes de los municipios de Schaerbeek y Molenbeek-Saint-Jean para poder construir el puerto exterior y estos muelles. Estas obras finalizaron en 1939.
En 1921, además de la extensión norte o dentro de ella, según el autor, los antiguos municipios de Laeken, Neder-Over-Heembeek y Haren se anexionaron al municipio de Bruselas.

## Política y Gobierno

### Alcaldes
Desde 2017, el alcalde (burgomaestre) de la ciudad de Bruselas es Philippe Close, miembro del Partido Socialista.

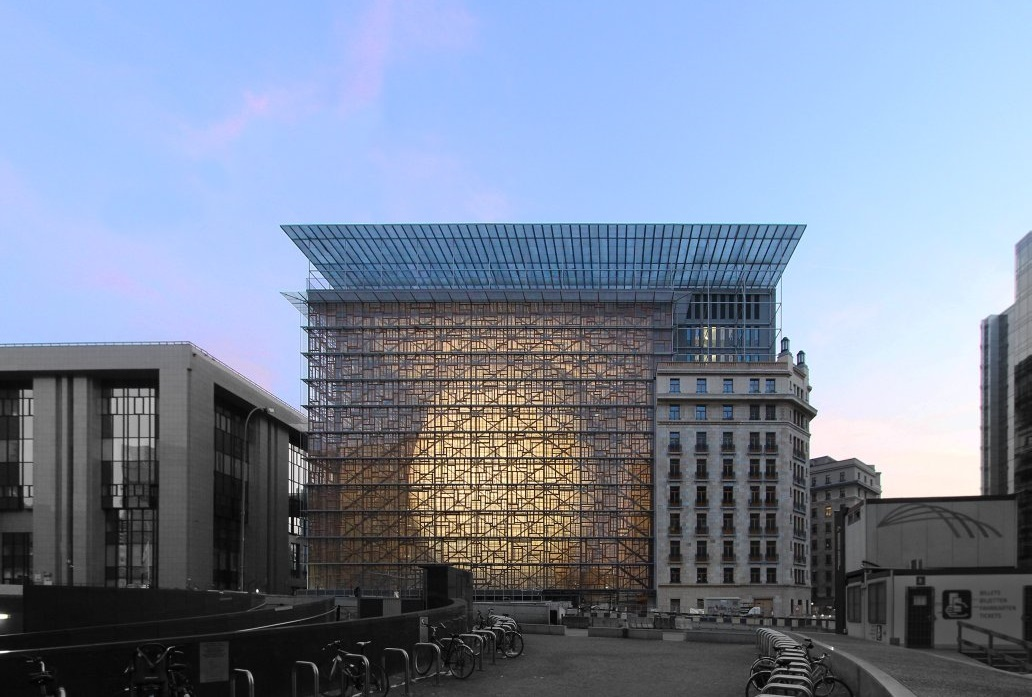
Sede principal del Consejo Europeo y del Consejo de la Unión Europea

### Instituciones de la Unión Europea
Debido a la tradición neutral del país en los diferentes conflictos europeos y aprovechando su ubicación geográfica central en el continente europeo, su capital fue designada para acoger los principales organismos de la Unión desde sus inicios en los años 1950. Sin embargo la ciudad podría no haber nunca disfrutado de esta distinción si se hubiese aprobado el estatuto del Sarre en 1955.
Bruselas es la sede de las instituciones de la Unión: El Consejo Europeo, la Comisión Europea (edificio Berlaymont), el Consejo de la Unión Europea (Secretariado general) y el Parlamento Europeo (Hemiciclo y sede secundarias, ya que las sesiones plenarias importantes se realizan en la sede principal en Estrasburgo). Estos edificios se encuentran agrupados en lo que se conoce como barrio europeo dentro del cual destaca la avenida Robert Schuman en homenaje al ministro francés que fue "padre de Europa". La ciudad también acoge el edificio del Comité Económico y Social y del Comité de las Regiones y numerosas representaciones, tanto de Estados miembros de la Unión como de países externos que tienen en Bruselas sus misiones diplomáticas ante la UE. Sin embargo, importantes órganos y agencias de la Unión tienen su sede en otras ciudades, tal es el caso del Banco Central Europeo (Fráncfort del Meno), el Banco Europeo de Inversiones (Luxemburgo), la Europol (La Haya) y la AEMA (Copenhague).
La Presidencia del Consejo de la Unión Europea es de carácter rotativo, cambiando de un país a otro en períodos de seis meses. Por su parte el despacho oficial del Presidente del Consejo Europeo y el Alto Representante de la Unión para Asuntos Exteriores y Política de Seguridad están establecidos en Bruselas. Asimismo, la Unión dispone de un instrumento político y militar para llevar a cabo misiones humanitarias fuera de Europa, operaciones de mantenimiento de la paz y otras labores de gestión de crisis. Todo ello gracias al establecimiento del Comité Político y de Seguridad (CPS), del Comité Militar de la Unión (CMUE) y del Estado Mayor (EMUE).
En cuanto al ámbito cultural, la Casa de la Historia Europea que se encuentra en el barrio europeo de la ciudad.
Por estas razones Bruselas está considerada oficiosamente la capital de la UE. La Oficina de Enlace Bruselas/Europa, creada en 1991 por el Gobierno de la región de Bruselas-Capital, busca promover la imagen de la ciudad como capital europea y sensibilizar a los habitantes en la vocación europea de su región.

## Cultura
La ciudad de Bruselas contiene en su seno cantidad de monumentos y museos notables, además de ser considerada el núcleo de galvanización de la historieta franco-belga, cuyo premio entrega anualmente, así como uno de los principales mercados mundiales de antigüedades. Su patrón es San Miguel.

### Arquitectura

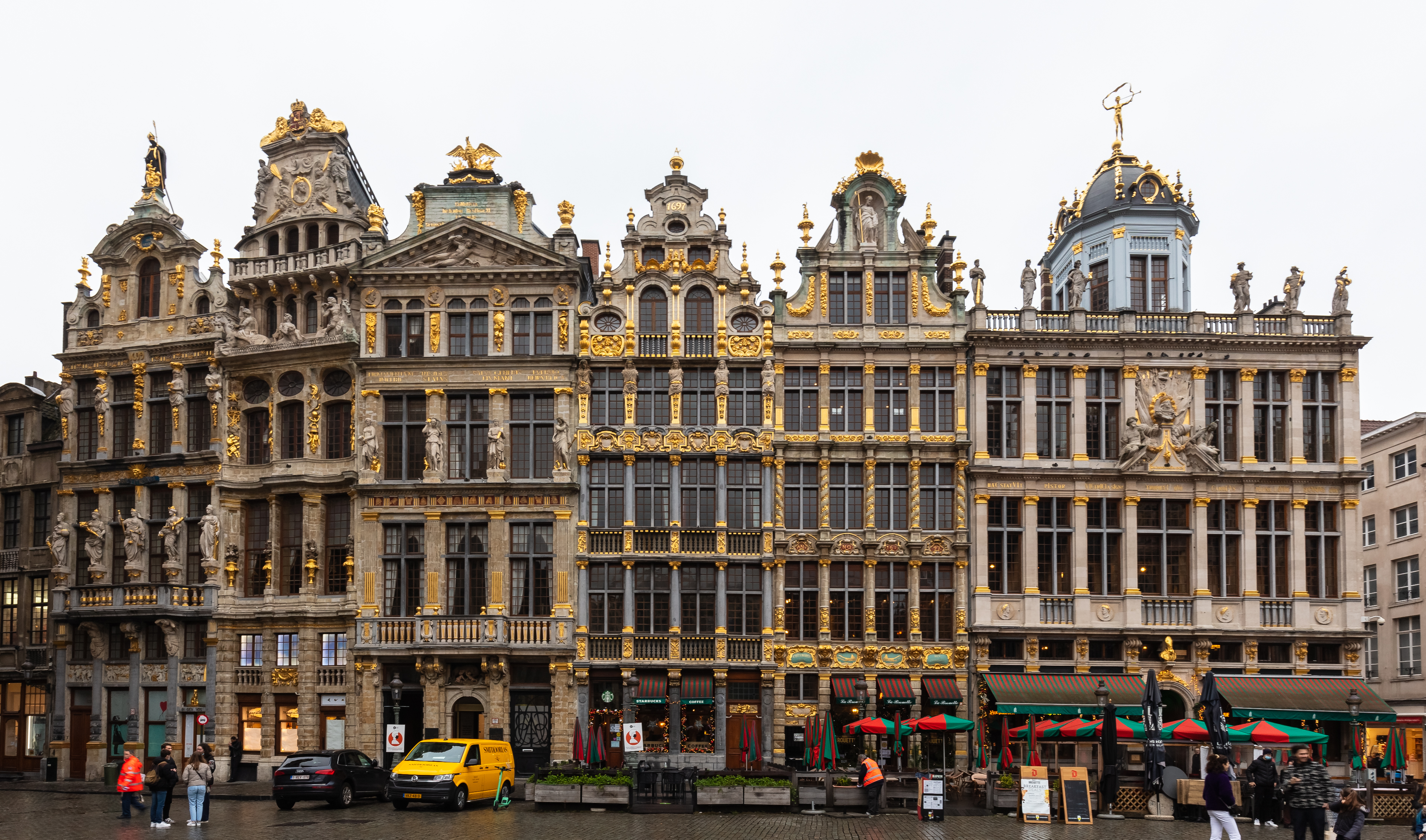
Grand Place o Grote Markt

La arquitectura de Bruselas es muy variada y cuenta con estilos que van desde las construcciones medievales de la Grand Place hasta los modernos y vanguardistas edificios de las instituciones de la Unión Europea.

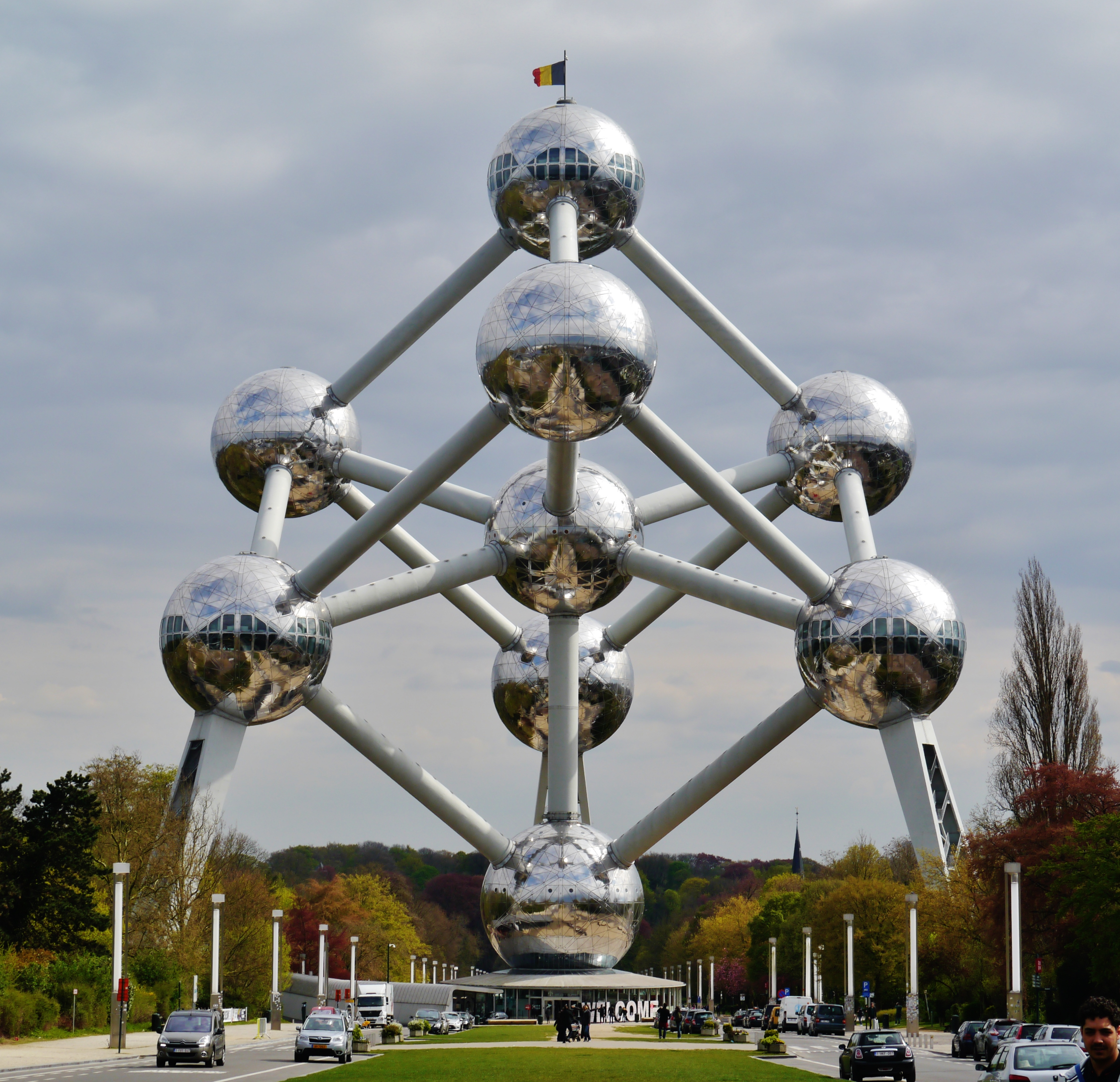
Atomium

Las principales atracciones incluyen la famosa Grand Place, Patrimonio de la Humanidad por la Unesco desde 1988, con el Ayuntamiento de estilo gótico en el centro, la Catedral de San Miguel y Santa Gúdula y el Castillo Real de Laeken, con sus grandes invernaderos. En el entorno de la plaza se pueden observar las trazas de la antigua ciudad, de un estilo arquitectónico que en el país se conoce como estilo español, dado que los principales edificios históricos de estilo flamenco datan de la época en que la actual Bélgica, entonces Flandes, era una de las provincias del imperio de Carlos V. Otro emplazamiento notable es el Palacio Real de Bruselas.
El centro de la ciudad es conocido por sus edificios de estilo flamenco, además del enorme Palacio de Justicia de estilo neobarroco y particularmente las casas del estilo Art Nouveau realizados por el arquitecto Victor Horta. En el apogeo de este estilo, fueron desarrollados los nuevos suburbios de Bruselas, donde destacan los edificios de Schaerbeek, Etterbeek, Ixelles y Saint-Gilles. Otros ejemplos de este estilo es el palacio Stoclet, obra del arquitecto vienés Josef Hoffmann y declarado Patrimonio de la Humanidad en el año 2009.
El Atomium, construido para la Expo'58, es uno de los símbolos de la Bruselas moderna, con sus 103 metros de alto. Consta de nueve esferas de acero conectadas por tubos. Cerca de la mítica estructura se encuentra el parque Mini-Europa, con maquetas a escala 1:25 de los edificios más famosos de Europa.
Por otra parte, el Manneken Pis es una fuente de bronce de un pequeño niño orinando y que se ha convertido en otro de los símbolos históricos de la ciudad. Otros lugares importantes de Bruselas son el Parc du Cinquantenaire con sus arcos del triunfo y sus museos cercanos, la Basílica del Sagrado Corazón, la Bolsa de Bruselas, el Palacio de Justicia y los edificios institucionales de la Unión Europea.
La Estatua de Europa (Unity in Peace) de la Comisión Europea en el jardín Van Maerlant (del escultor francés Bernard Romain) Etterbeek.

### Museos
Los Museos reales de Bellas Artes de Bélgica son los más conocidos, con un Museo de Arte Antiguo y otro Museo de Arte Moderno, además de dos museos menores, dedicados en exclusiva a los pintores belgas Constantin Meunier y Antoine Wiertz, respectivamente. También podemos visitar la casa museo de Victor Horta, principal representante del modernismo belga.
Asimismo es interesante visitar el Centro Belga de la Historieta (Centre Belge de la Bande Dessinée), que muestra la evolución de historietistas belgas como Hergé, André Franquin o Jean-Michel Charlier y algunos franceses, además de exposiciones temporales. La importancia de la bande dessinée (abreviado, BD) en Bruselas queda corroborada por los cientos de pinturas murales con motivos alusivos que la jalonan.
Hay otros muchos museos en Bruselas, como los museo de los instrumentos (Old England), del arte, del cacao o de la cerveza, o los siguientes:
- Museo de Vestimenta y el Encaje, donde podemos contemplar una colección de trajes, bordados, encajes, puntillas, calados.
- Museo David y Alice Van Buuren, que se encuentra en una casa decorada y construida con estilo art déco, y contiene obras de Van Gogh y Bruegel entre otros.
- Museo de la Villa de Bruselas, donde podemos encontrar cuadros, tapices, iconografía, escritos históricos, etc.Toda la historia de Bruselas se encuentra aquí.
- Real museo de las Fuerzas Armadas e Historia Militar, ubicado en el parque del Cincuentenario.

### Teatro
El famoso Teatro Real de la Moneda (La Monnaie) es una de las salas de ópera y ballet más bellas de Europa donde se representa una nutrida temporada de eventos musicales.

## Deporte
Los deportes más destacados en Bruselas, al igual que en toda Bélgica, son, por este orden: ciclismo, natación, tenis y fútbol. [cita requerida] En Bruselas se dan cita varias pruebas ciclistas de renombre a nivel europeo, como son la Brussels Cycling Classic (denominada París-Bruselas hasta 2012) y el ya desaprecido Gran Premio Eddy Merckx, que toma el nombre del ciclista belga Eddy Merckx.
Por su parte, existe un estadio multiusos referente en la ciudad, conocido históricamente como estadio de Heysel y ahora llamado estadio Rey Balduino. Desde su inauguración, en 1930 con motivo del Campeonato Mundial de Ciclismo en Pista de ese año, se han disputado en él, varias finales de la Liga de Campeones, varias de la ya extinta Recopa de Europa, así como varios partidos de las Eurocopas de 1972 y de 2000.
Bruselas, a pesar de ser una de las capitales europeas más importantes, no posee ningún equipo de fútbol de "primer nivel" en la actualidad, ya que los principales equipos de la ciudad (el RC Bruselas y el Daring Bruselas, con bastante éxito en los inicios del fútbol belga) acabaron desapareciendo. El RSC Anderlecht, que tiene su sede en el municipio de Anderlecht, en la Región de Bruselas-Capital, es el equipo belga más laureado a nivel nacional e internacional.

## Ciudades hermanadas
Bruselas está hermanada con las siguientes ciudades:
| - Akhisar - Atlanta - Berlín - Ciudad de México - Breda - Kiev - Kinsasa - Liubliana - Macao | - Madrid - Miami - Montreal - Moscú - Pekín - Praga - Sofía - Tirana - Washington D. C. |

| Predecesor: Weimar | Capital Europea de la Cultura junto con Aviñón Bergen Bolonia Praga Cracovia Helsinki Reikiavik Santiago de Compostela 2000 | Sucesor: Róterdam Oporto |